# Extinction Rebellion
Extinction Rebellion (prononcé /ɪkˈstɪŋkʃ(ə)n ɹɪˈbɛliən/ ; condensé de l'anglais Rebellion against extinction, « Rébellion contre l'extinction »), souvent abrégé en XR, est un mouvement social écologiste international qui revendique l'usage de la désobéissance civile non violente afin d'inciter les gouvernements à agir dans le but d'éviter les points de basculement dans le système climatique, la perte de la biodiversité et le risque d'effondrement social et écologique.
Fondé au Royaume-Uni en mai 2018, XR est officiellement lancé en octobre de la même année avec le soutien d'une centaine d'universitaires. En avril 2019, la première « semaine internationale de la rébellion » mobilise des manifestants dans plusieurs pays, conférant au mouvement une dimension internationale. Des branches apparaissent notamment aux États-Unis, au Canada, en Australie, en Suisse, en France, en Belgique, en Allemagne, en Afrique du Sud et au Brésil.
Le mouvement est régulièrement qualifié de « radical », tant par la presse que par ses militants, bien qu'une partie de la gauche le considère comme trop timoré.

## Historique

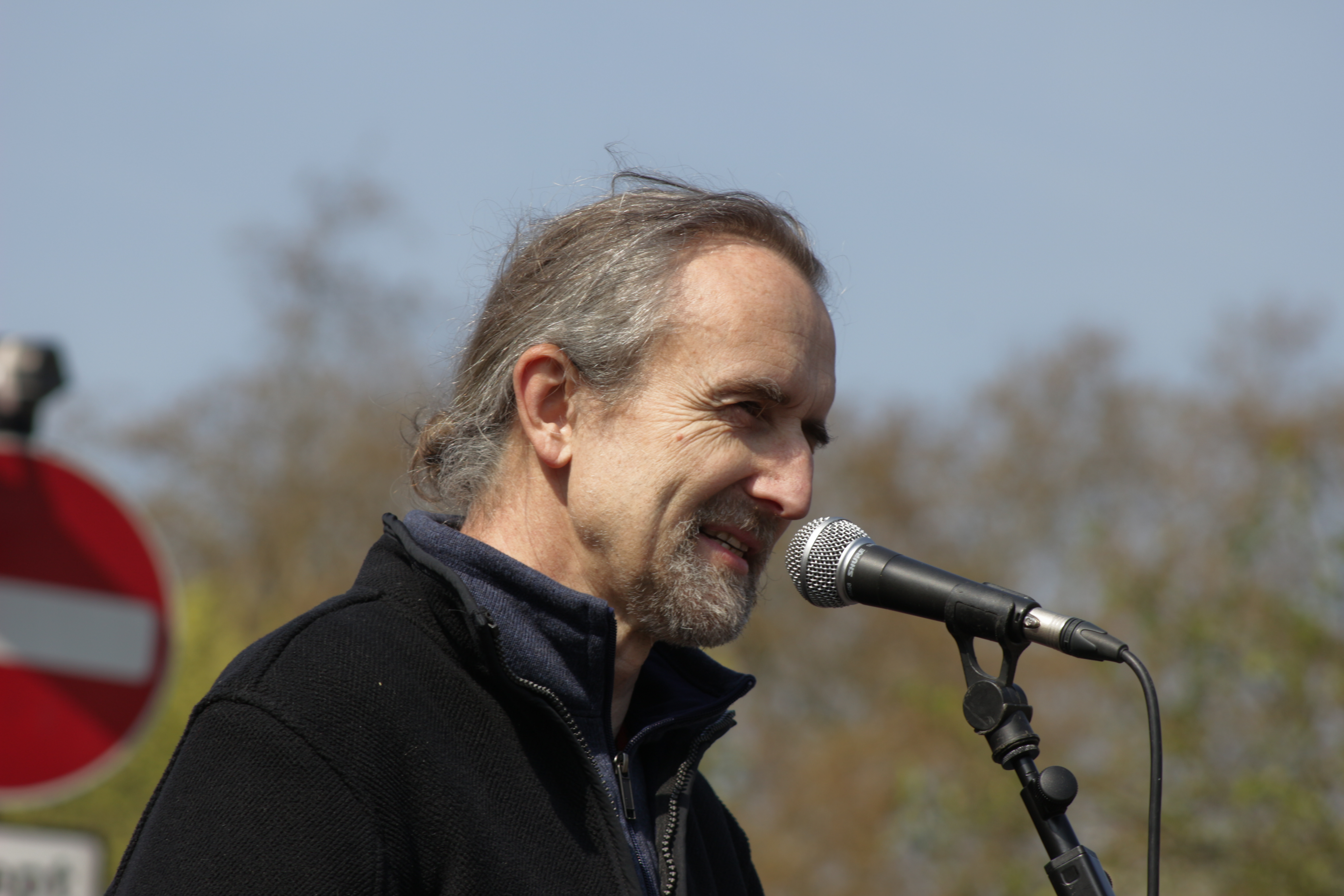
Roger Hallam, en avril 2019, cocréateur du mouvement.

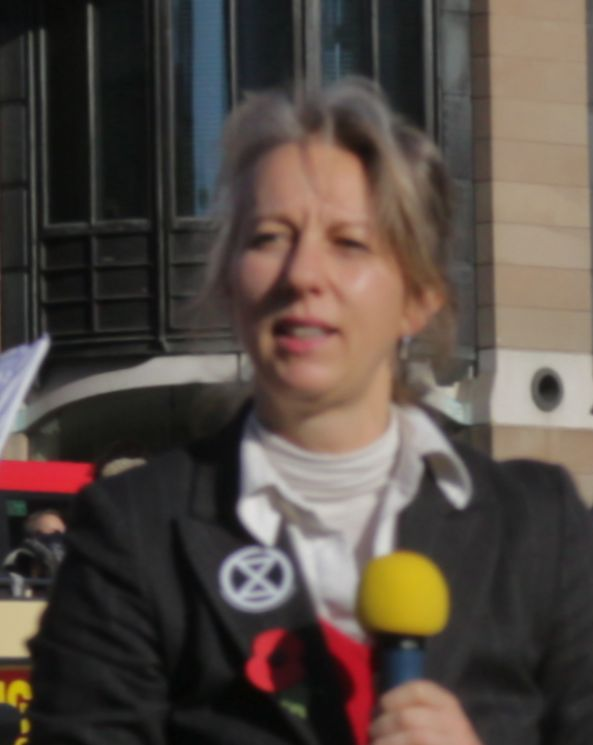
Gail Bradbrook en 2018, cocréatrice du mouvement.

En 2016, Rising Up!, un groupe d'activistes britanniques, créé la même année et destiné à la protection de l'environnement par les moyens de l'action directe et la désobéissance civile, échoue dans sa tentative de stopper l'extension de l'aéroport de Londres-Heathrow,,.
Au début de l'année 2018, des militants de la mouvance écologiste, dont des membres de Rising Up!, organisent des rencontres de réflexion et d'élaboration de nouvelles formes d'action plus efficaces que les traditionnelles manifestations de rue. Ils s'inspirent notamment des travaux de la chercheuse Erica Chenoweth, spécialiste des mouvements de résistance civile non-violents,.
Au mois de mai 2018, ils créent le mouvement social écologiste Extinction Rebellion (XR) qui compte, parmi ses membres fondateurs les plus notables :
- Tasmin Osmond et George Barda, participants du mouvement social Occupy London (en), version anglaise de l'Occupy movement démantelée en 2012[7] ;
- Roger Hallam, agriculteur biologique, fermier durant quinze ans dans une ferme bio mais aussi chercheur sur le thème de désobéissance civile au King's College de Londres[8]. Depuis septembre 2019, certaines déclarations de cet activiste sont à l'origine d'une controverse (voir section polémiques) ;
- Gail Bradbrook, docteure en biophysique
- Simon Bramwell, ancien ouvrier du bâtiment[3],[9],[10],[11]

Le 26 octobre, le journal britannique The Guardian publie une tribune signée par près d'une centaine d'universitaires qui appellent à l'action urgente face à la crise écologique et affirment leur soutien au collectif Extinction Rebellion,,. Dans une deuxième lettre, publiée le 9 décembre 2018, une centaine de signataires, dont le linguiste américain Noam Chomsky, la journaliste et altermondialiste canadienne Naomi Klein et l'écologiste indienne Vandana Shiva, appellent les citoyens de tous les pays à se mobiliser et à rejoindre des mouvements tels qu'Extinction Rebellion,,.
Extinction Rebellion (XR) est officiellement lancé, à Parliament Square, une place de Londres, le 31 octobre 2018, par une déclaration de rébellion devant le palais de Westminster. Un millier de manifestants sont présents. Sont également présentes deux représentantes du Parti vert de l'Angleterre et du pays de Galles, Caroline Lucas, qui siège à la Chambre des communes du Royaume-Uni, et Molly Scott Cato, députée européenne, ainsi que la militante suédoise Greta Thunberg. L'événement ouvre une campagne de désobéissance civile prônant l'état d'urgence climatique,. Le mois suivant, Extinction Rebellion enchaîne, durant une semaine, diverses actions militantes, dont le « rebellion day » (« jour de rébellion »), journée au cours de laquelle cinq ponts londoniens enjambant la Tamise, les ponts Westminster, Waterloo et Blackfriars notamment, sont bloqués,.
Répondant à l'appel d'Extinction Rebellion UK pour la diffusion de son mouvement à l'international, une branche française est créée en novembre 2018. À la mi-janvier 2019, elle compte plus de neuf cents membres. Une « déclaration de rébellion » est lancée le 24 mars 2019 par XR France, place de la Bourse, à Paris,. Plusieurs personnalités sont présentes et prennent la parole : Susan George, présidente d'honneur de l'organisation altermondialiste Attac, les chercheurs Jean-Baptiste Fressoz, Pablo Servigne, Claire Levy et la militante écosocialiste Corinne Morel Darleux,.
En février 2019, dans les colonnes du quotidien français Le Monde et du journal belge Le Soir, Extinction Rebellion reçoit l'agrément de 260 chercheurs suisses, français et belges,. Sept mois plus tard, dans une lettre ouverte publiée par The Guardian, 250 universitaires australiens lui apportent son soutien,.
Depuis sa fondation en Angleterre, Extinction Rebellion a essaimé dans de nombreux pays tels que l'Inde, le Japon, la Nouvelle-Zélande, l'Australie, le Ghana, l'Afrique du Sud, la Colombie, le Brésil, les États-Unis, le Québec, l'Irlande, la Suède, l'Allemagne, l'Italie, l'Espagne, la Belgique, la Suisse et la France,. La dimension planétaire du mouvement écologiste partisan de la désobéissance civile est affirmée, mi-avril 2019, par la tenue de la « semaine internationale de la rébellion » dans plusieurs pays.
En octobre 2019, selon Radio France internationale, Extinction Rebellion regroupe plus de 100 000 militants, répartis dans soixante-dix pays, dont environ 8 000 en France. De son côté, la chaîne de télévision française d'information en continu CNews avance que le mouvement disposerait de structures locales dans 49 pays, mais estime qu'il est très difficile d'établir le nombre de ses militants.

## Signes distinctifs

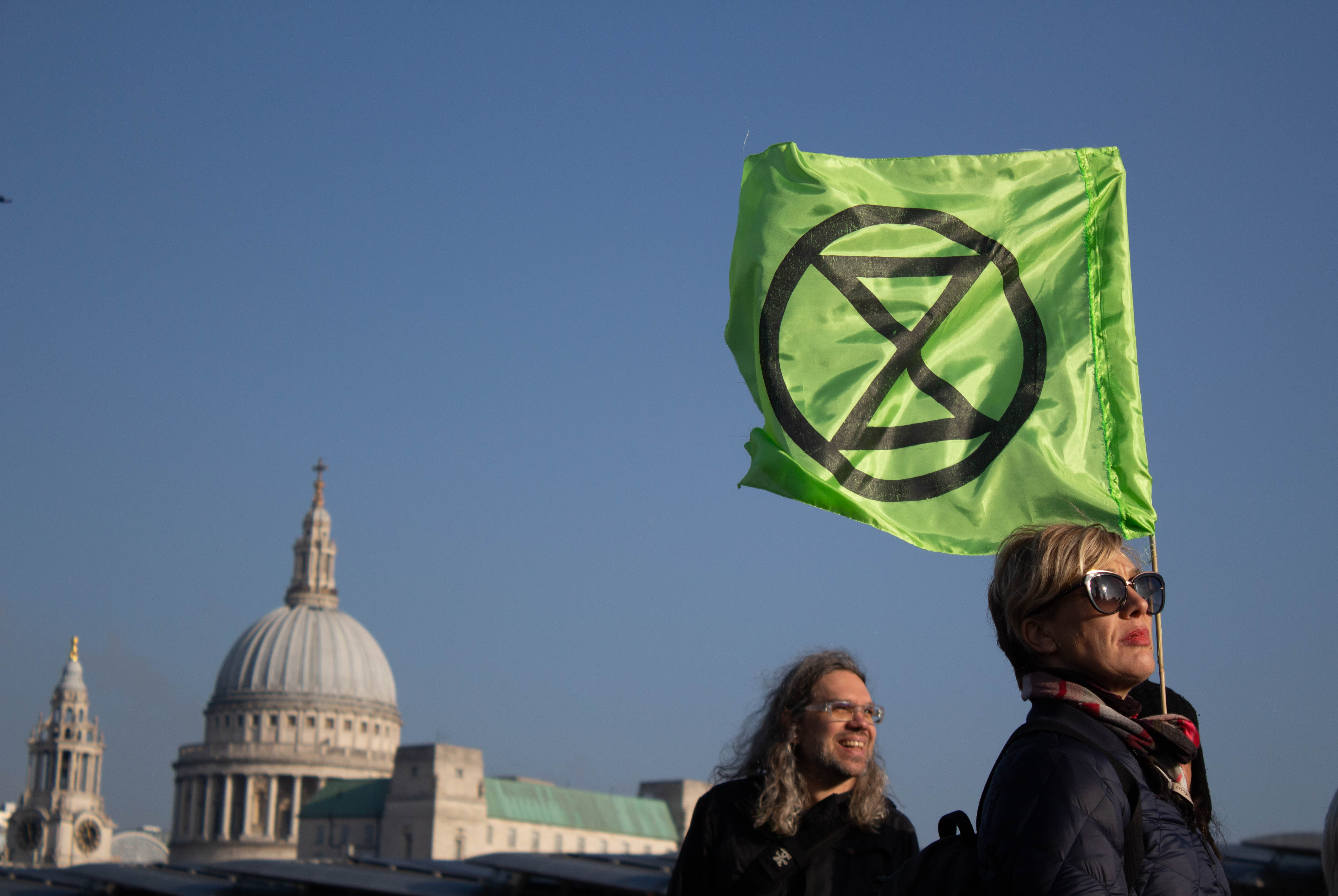
Le logo d'Extinction Rebellion.

Le mouvement Extinction Rebellion, dont le nom se rapporte à l'extinction des espèces, s'est doté d'un symbole faisant référence à l'extinction de masse en cours,. Le logo du collectif, présenté comme un « symbole de l'extinction », reprend un motif inventé en 2011 par un artiste installé à Londres et promoteur d'un projet anticonsumériste. Sur un fond vert, un cercle noir, figurant la planète Terre, entoure un sablier formé par deux triangles. Ce pictogramme renvoie à l'impératif politique proclamé par Extinction Rebellion : l'urgence d'agir pour enrayer la disparition des espèces vivantes engendrée par le changement climatique (selon les Nations unies, un million d'espèces animales et végétales sont menacées d'extinction dans les décennies à venir),,. Il forme aussi le « X » de XR, autre nom du mouvement, ou formalise un raccourci pour le mot « extinction ». Le vert représente son combat écologique et le noir, couleur du deuil, la gravité de la situation,.
Extinction Rebellion a adopté pour slogan : « Quand l'espoir meurt, l'action commence. »

## Modes d'actions et revendications
Le mouvement Extinction Rebellion est né du constat établi par des militants écologistes de l'inefficacité des méthodes classiques de contestation, en particulier la traditionnelle manifestation de rue,. Il puise son inspiration dans les actions entreprises par le mouvement populaire Occupy London, la philosophie de contestation par la non-violence et la désobéissance civile fondée par Gandhi et la stratégie de lutte du mouvement afro-américain des droits civiques. Extinction Rebellion s'inspire également des actions des suffragettes. Il dénonce l'inaction des gouvernements face au changement climatique et œuvre à une mobilisation mondiale autour d'un sentiment commun d'urgence,. Le mouvement, qui s'est développé grâce à la mise en avant de ses initiatives et de ses revendications sur les réseaux sociaux, organise diverses actions de désobéissance civile non-violente,,. Depuis son apparition à Londres en 2018, le rassemblement d'activistes écologistes radicaux, qui n'a ni chef ni hiérarchie, multiplie, dans le monde entier, les actions coups de poing spectaculaires et transgressives comme des occupations de l'espace urbain de grandes villes,,,. Ses membres n'hésitent pas à s'attacher, à l'aide de glue, à des bâtiments publics, à bloquer la circulation routière et empêcher l'accès aux sièges de grandes entreprises. Extinction Rebellion a coordonné certaines de ses actions avec le mouvement des Gilets jaunes.
Les revendications de l'organisation Extinction Rebellion portent sur la reconnaissance par les médias et les différents gouvernements nationaux de la gravité de la crise écologique, la réduction des émissions de dioxyde de carbone (de sorte à atteindre la neutralité carbone en 2025 pour la France), la fin de la dévastation des écosystèmes planétaires et la création d'une assemblée citoyenne chargée de mettre en œuvre la transition écologique,,,. La branche française a la spécificité d'avoir séparé dans ses revendications la neutralité carbone et la fin de l'écocide, qui ailleurs dans le monde, ne font qu'une seule et même revendication,.

Les revendications de XR-France affichées sur un mur du quartier Europole à Grenoble (France) en 2019.
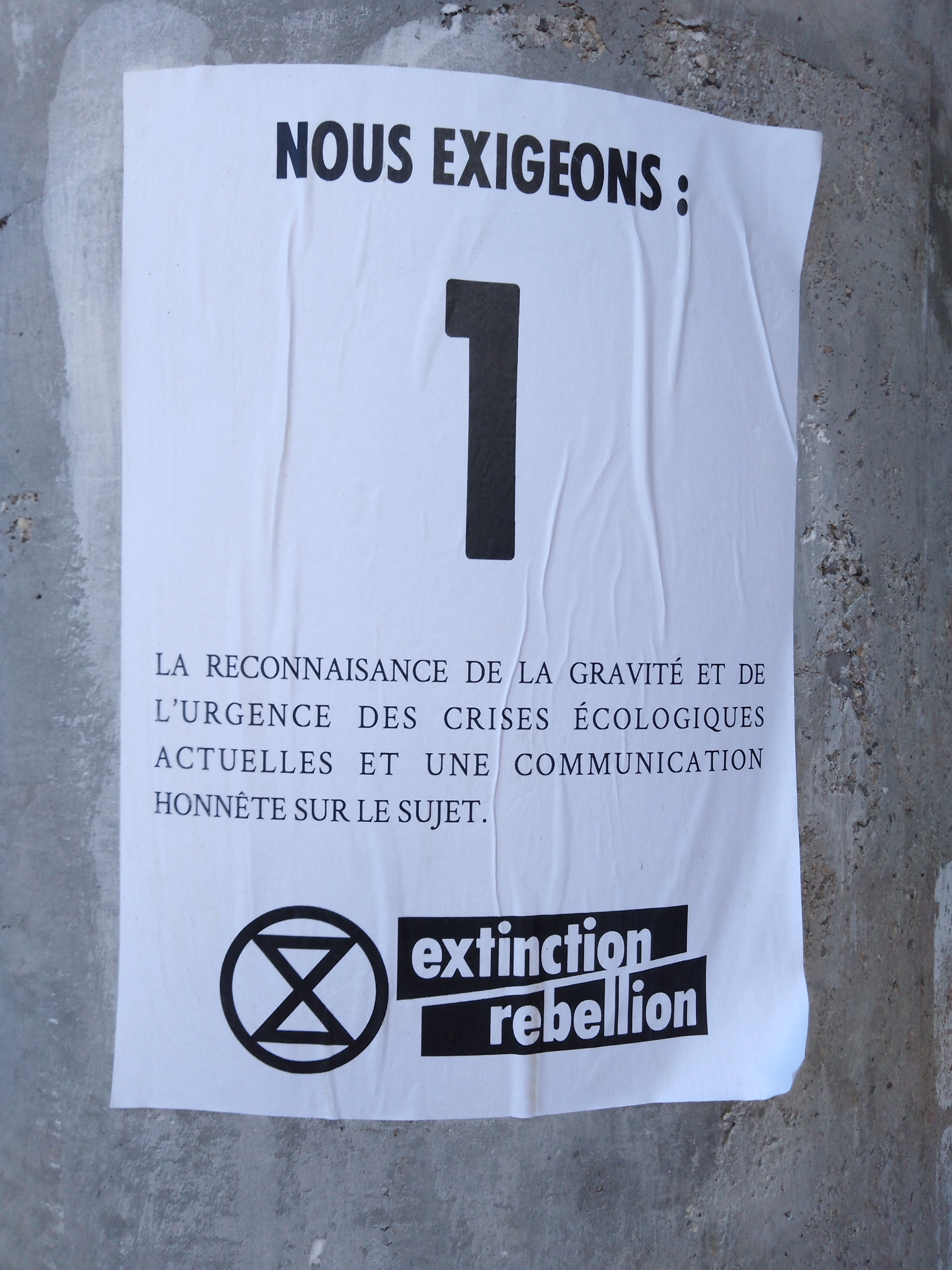
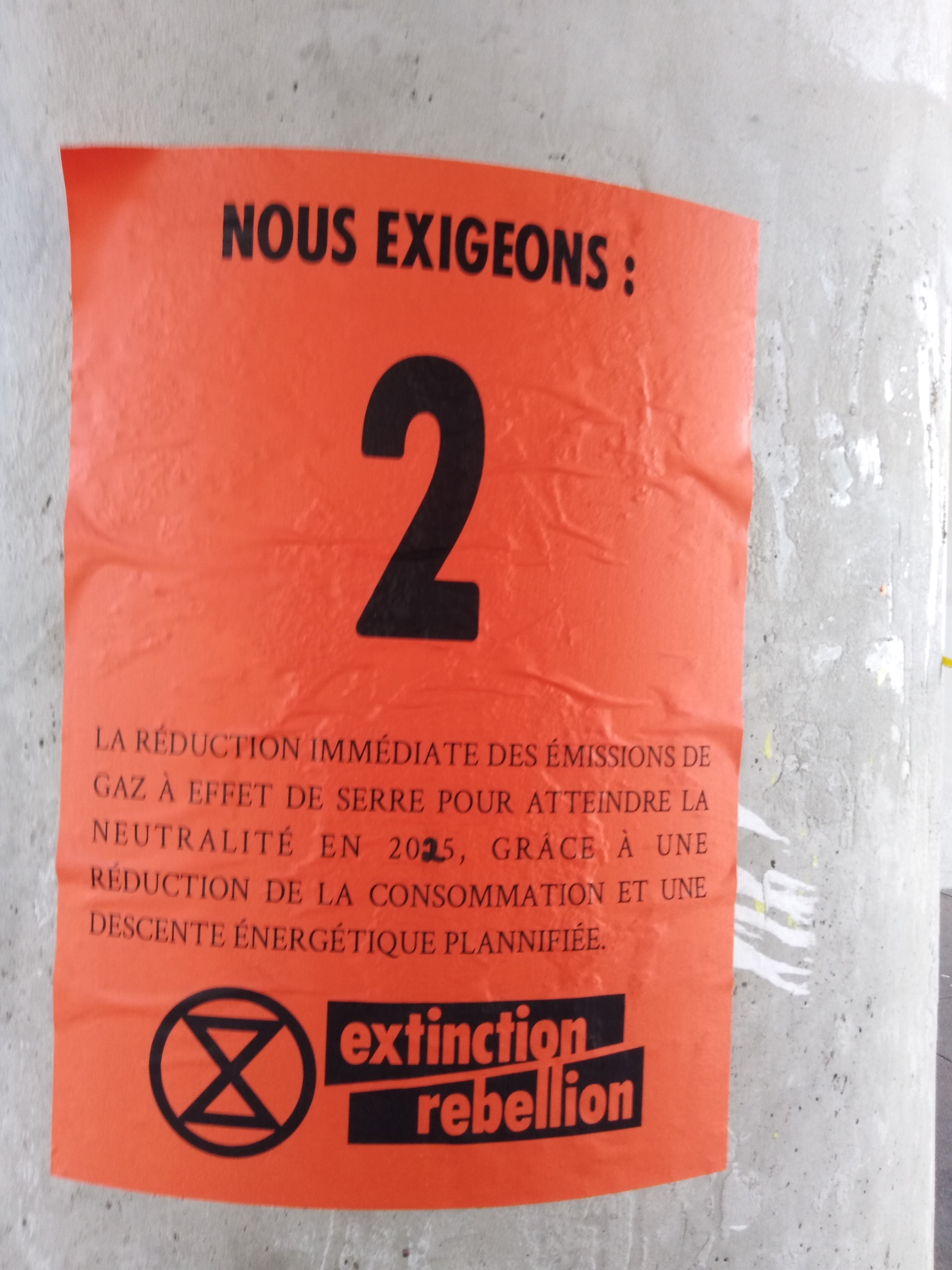
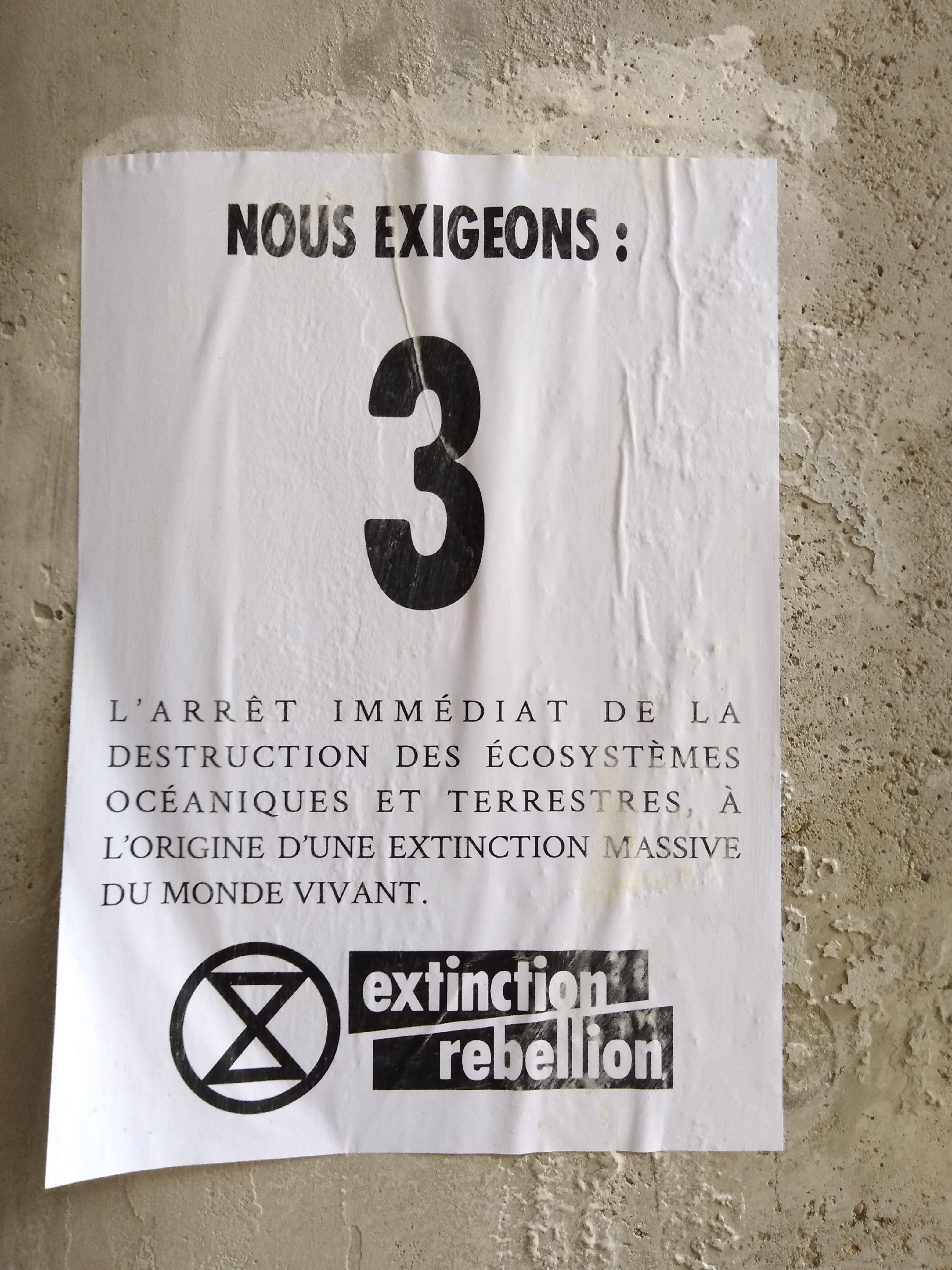
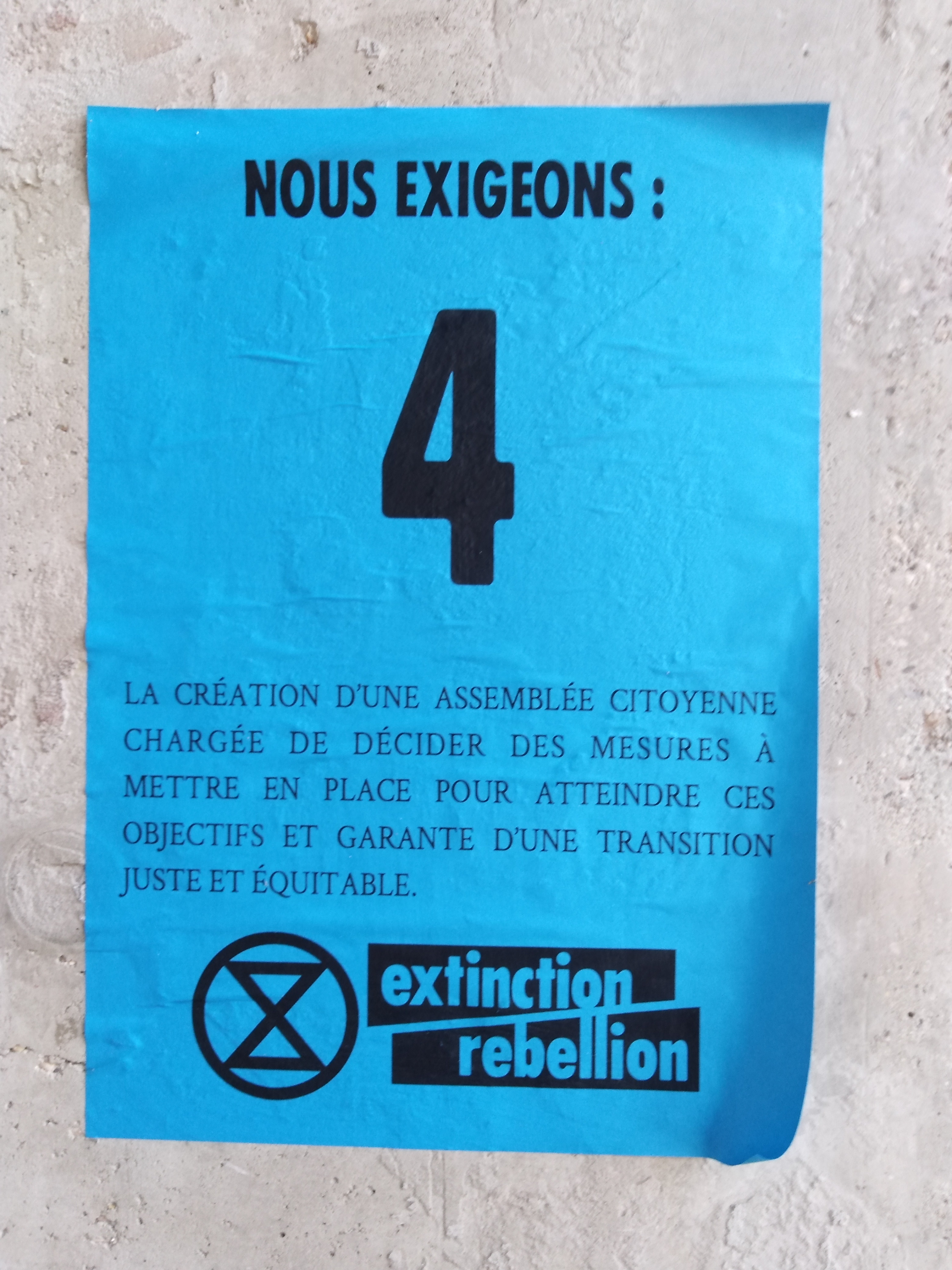

## Principales actions

### 2018

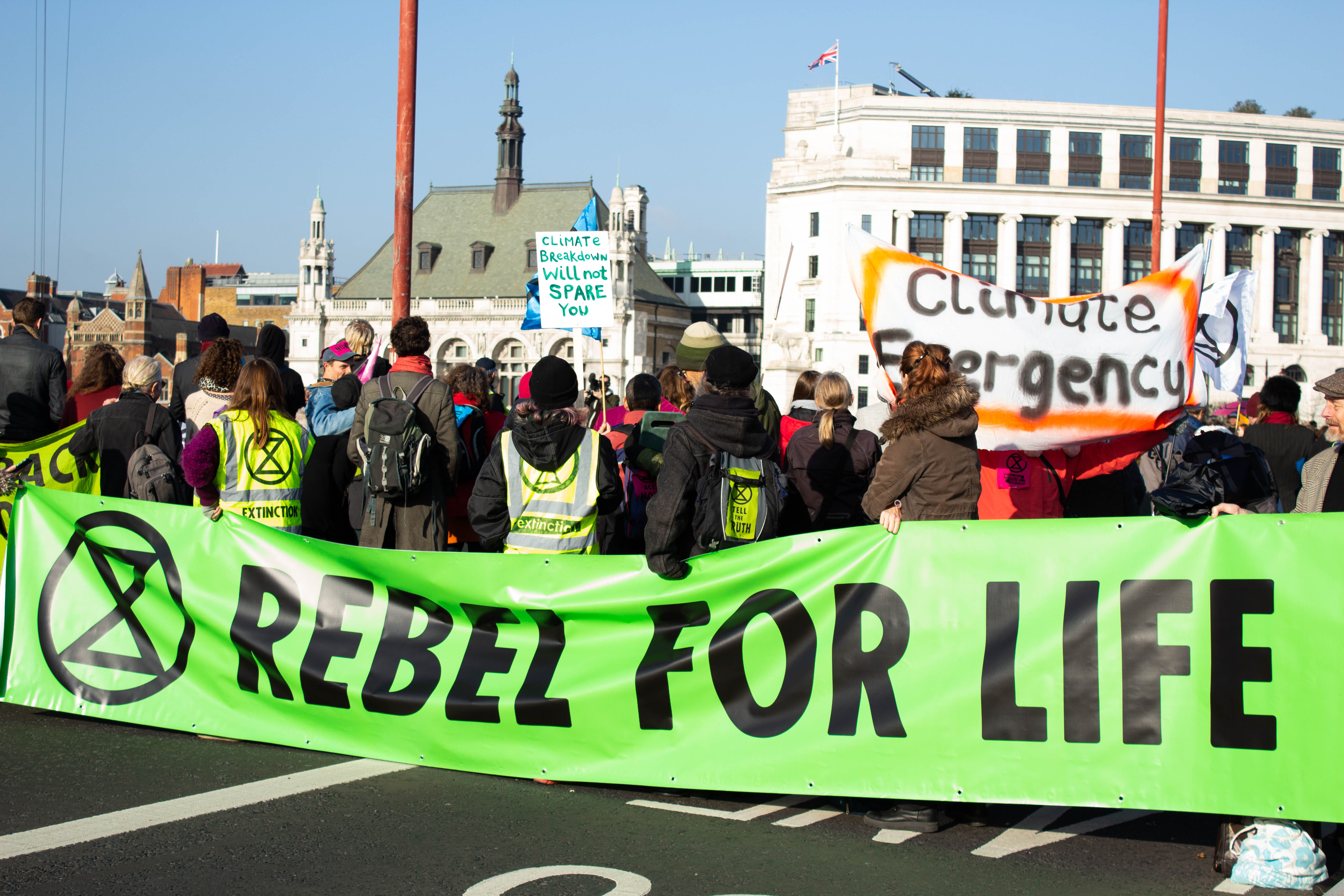
Extinction Rebellion à Londres le 17 novembre 2018.

Le 17 novembre 2018, 6 000 personnes organisent le blocage du trafic des cinq principaux ponts de Londres.

### 2019
La première « semaine internationale de rébellion » est organisée du 15 au 21 avril 2019. À Londres, des militants en nombre — environ trois cents d'entre eux sont interpellés par les forces de l'ordre londoniennes dans la soirée du 16 avril — bloquent, pendant une dizaine de jours, des lieux emblématiques tels que le carrefour d'Oxford Circus,. Les militants français, à l'initiative de Greenpeace, ANV-COP21 et les Amis de la Terre, bloquent à la Défense une antenne du ministère de la Transition écologique, et les tours Total, EDF et Société générale,. Au Québec des activistes s'enchaînent aux portes du bureau du premier ministre François Legault. Des actions auraient eu lieu dans 80 villes de 33 pays.
En avril, le mouvement bloque une partie de la rue commerçante Oxford Street à Londres. Plus d'un millier d'arrestations de militants s'ensuivent.
Des militants québécois perturbent le congrès de l'Association pétrolière et gazière du Québec le 27 mai 2019, alors que celle-ci venait d'être rebaptisée « Association de l'énergie du Québec » (AEQ), afin de dénoncer un greenwashing. D'autres groupes environnementalistes sont également présents pour « enterrer l'ère des fossiles ».
Le 28 juin 2019, à Paris, un blocage pacifique du pont de Sully est réprimé par la police. La diffusion — en particulier par Greta Thunberg — d'images de gaz lacrymogènes projetés en plein visage sur des manifestants assis provoque de nombreuses réactions : le réalisateur Cyril Dion déclare qu'il refuse l'Ordre national du Mérite, du fait de cette violence disproportionnée du gouvernement à l'égard de sa population. Le ministre de l'Intérieur Christophe Castaner demande alors un rapport au préfet de police de Paris.
La deuxième « semaine de rébellion internationale » débute en France le samedi 5 octobre 2019 au matin par l'occupation et le blocage du centre commercial Italie Deux dans le 13e arrondissement de Paris. Les activistes partent d'eux-mêmes dans le cours de la nuit,. Ils occupent ensuite, à partir du lundi 7 octobre, la place du Châtelet et le pont au Change à Paris,. Qualifiée de ZAD par certains journalistes, la place est neutralisée par des centaines de manifestants qui empêchent la circulation sur les voies adjacentes, ainsi que sur le pont au Change. Des gendarmes mobiles, positionnés dès le début de l'action près des lignes de bloqueurs, n'interviennent pas lors de l'installation. De nombreux activistes s'attachent à l'aide de « bloqueurs de bras » (« armlocks ») afin de ralentir, voire d'empêcher la police de les évacuer. Les militants décident également de procéder à des actions dans différentes enseignes du centre de la capitale, dont un fast food.
D'autres actions se déroulent en même temps à Berlin, Madrid, Londres, Amsterdam, en Nouvelle-Zélande et en Australie. Trente-sept citoyens australiens sont inculpés tandis que trente Néo-Zélandais interpellés sont relâchés sans qu'aucune charge ne soit retenue contre eux. À Londres, plus de 800 militants sont arrêtés en trois jours. Le 8 octobre 2019, trois membres d'Extinction Rebellion ont escaladé le pont Jacques-Cartier à Montréal, avant de brandir des banderoles incitant à la mobilisation contre les changements climatiques. Le pont a dû être bloqué et les 3 grimpeurs ont été arrêtés par la police à leur descente.
En décembre 2019, en pleine période de fêtes, Extinction Rebellion pose un campement devant le Parlement à Ottawa. Ces rebelles canadiens ont parcouru des kilomètres à pieds et en trottinette pour interpeller le premier ministre Justin Trudeau, afin de lui demander de prendre des actions concrètes et immédiates pour lutter contre le réchauffement climatique.

Photos de manifestations et d'actions du mouvement à travers le monde en 2019
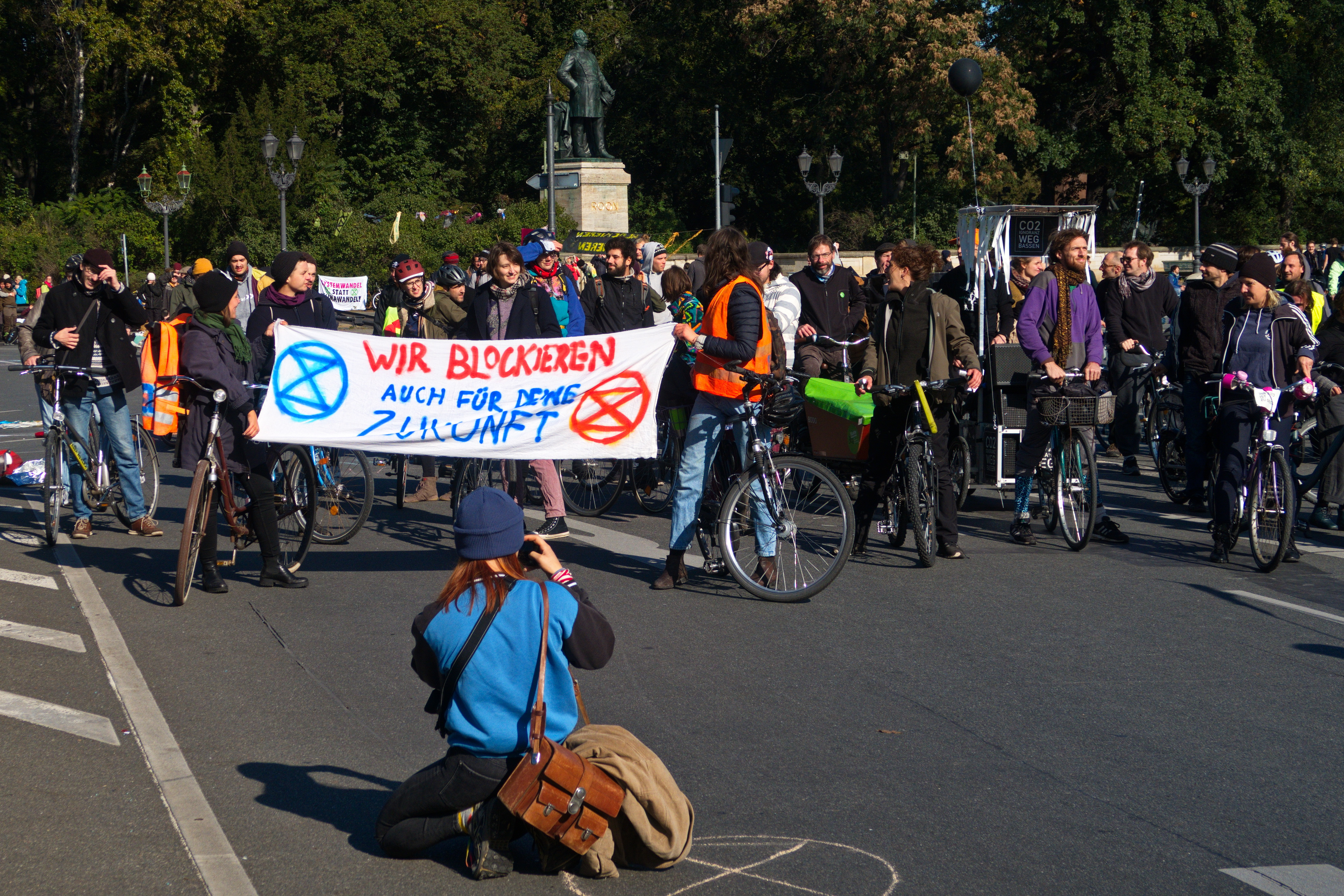
Manifestation à Berlin (Allemagne).
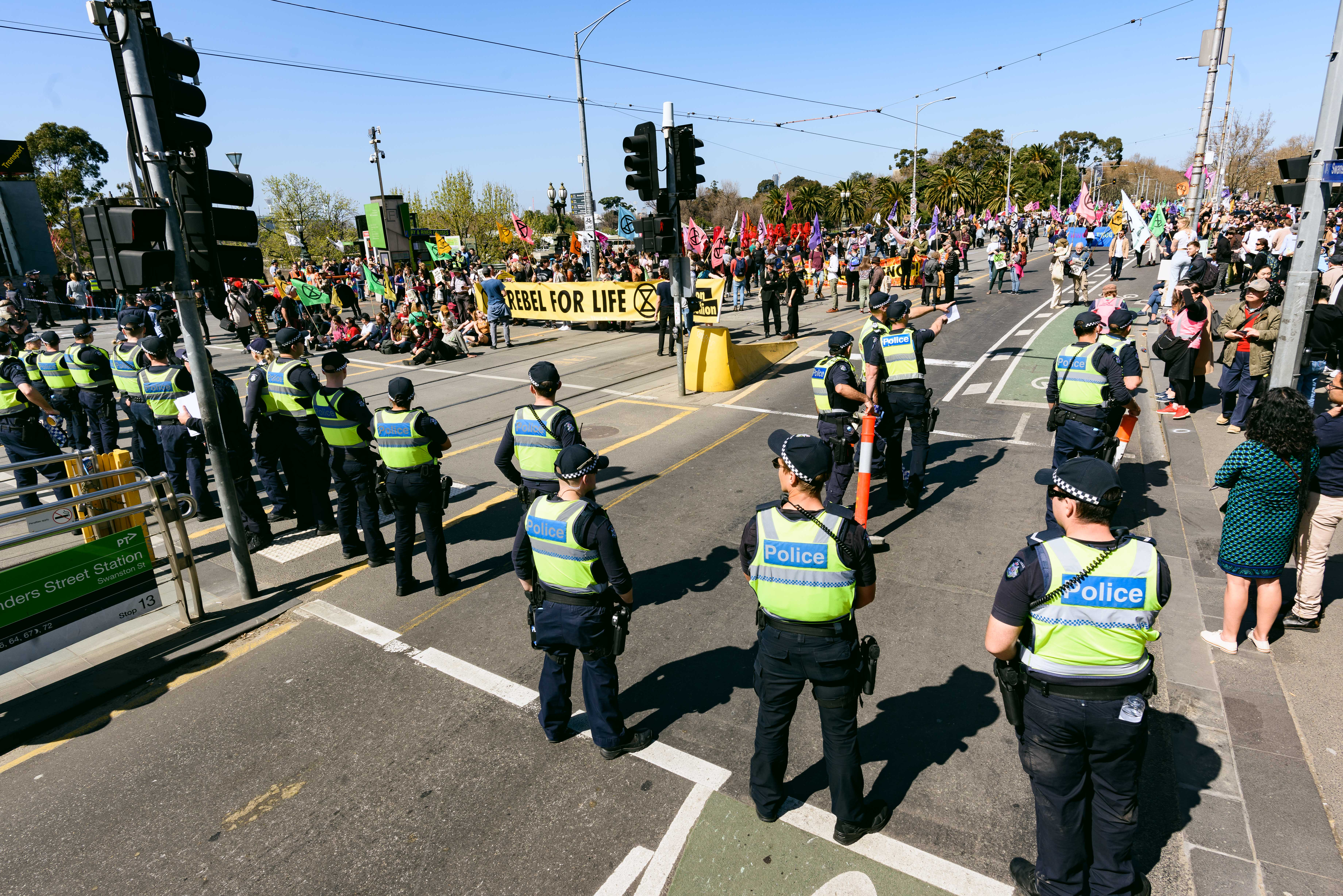
Manifestation à Melbourne (Australie).
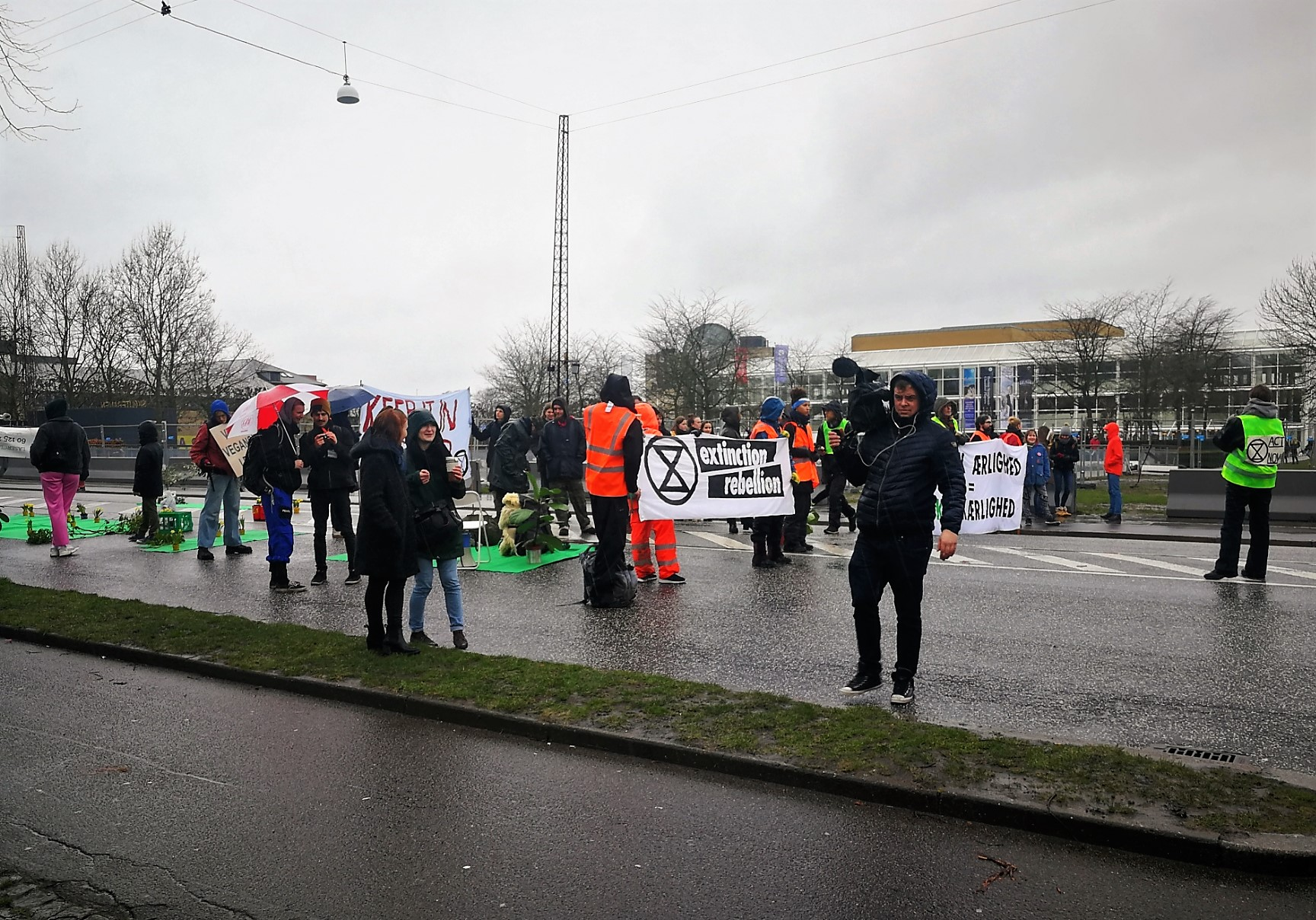
Blocage d'une route à Aarhus (Danemark).
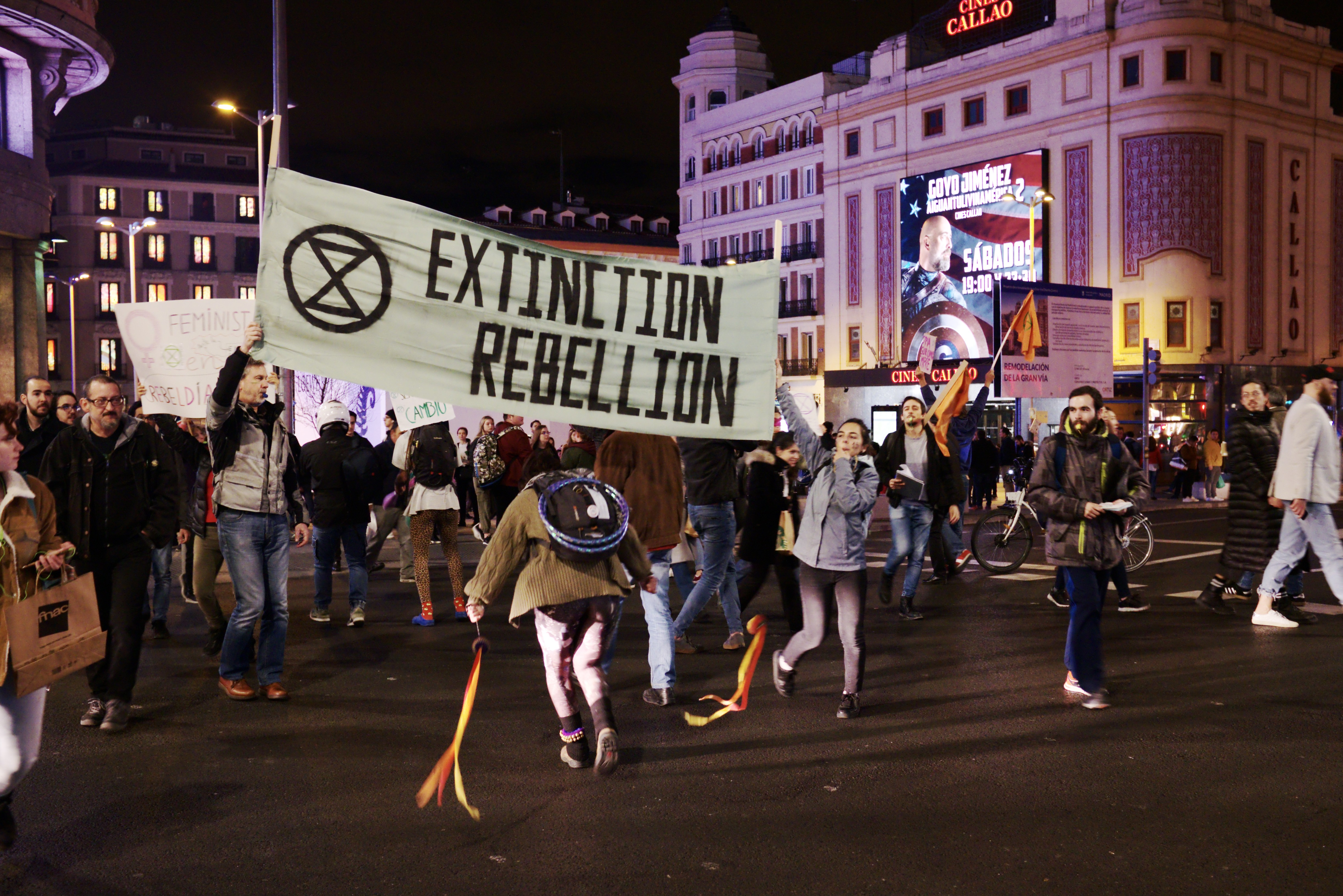
Manifestation à Madrid (Espagne).
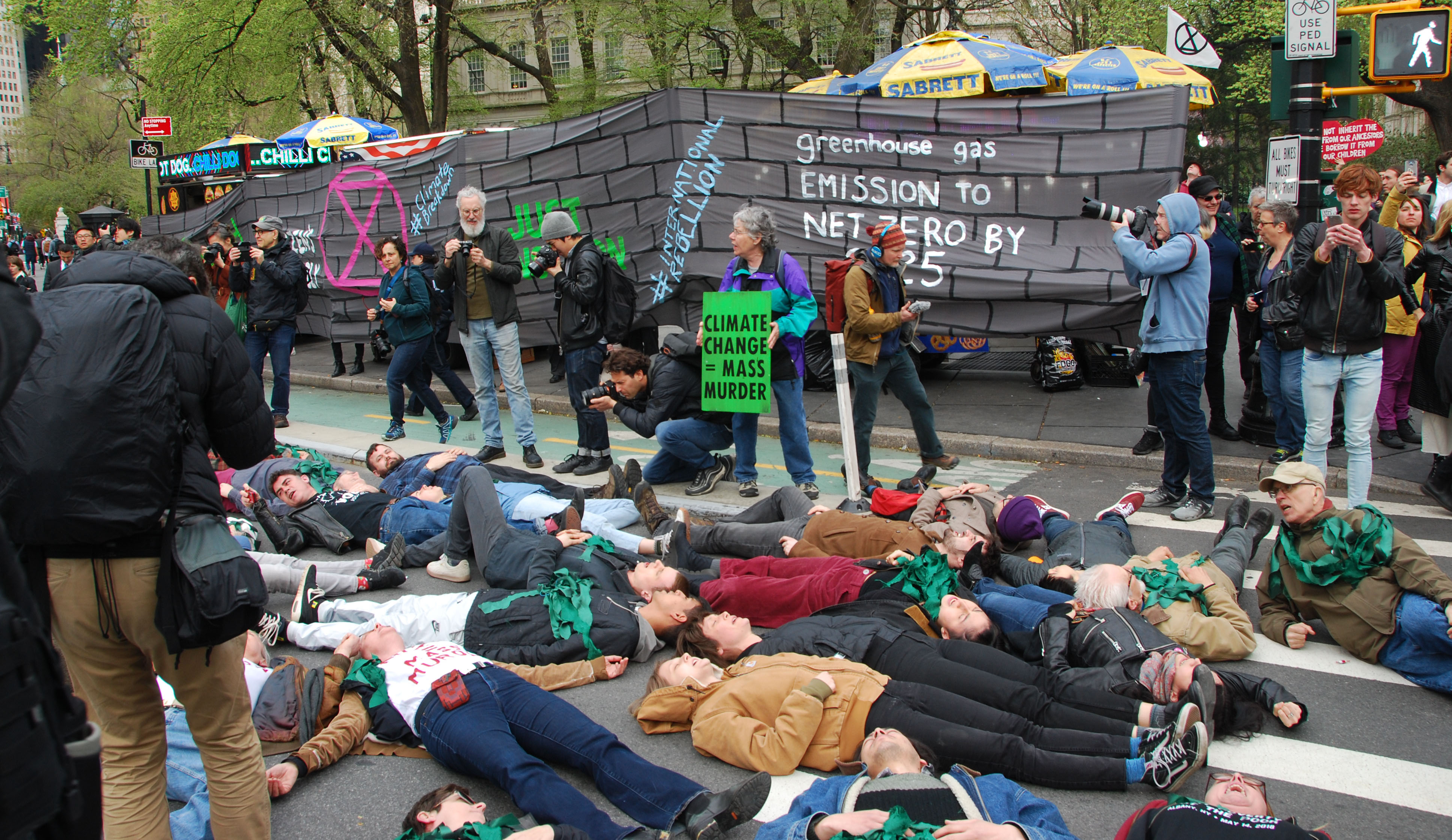
Die-in à New York (États-Unis).
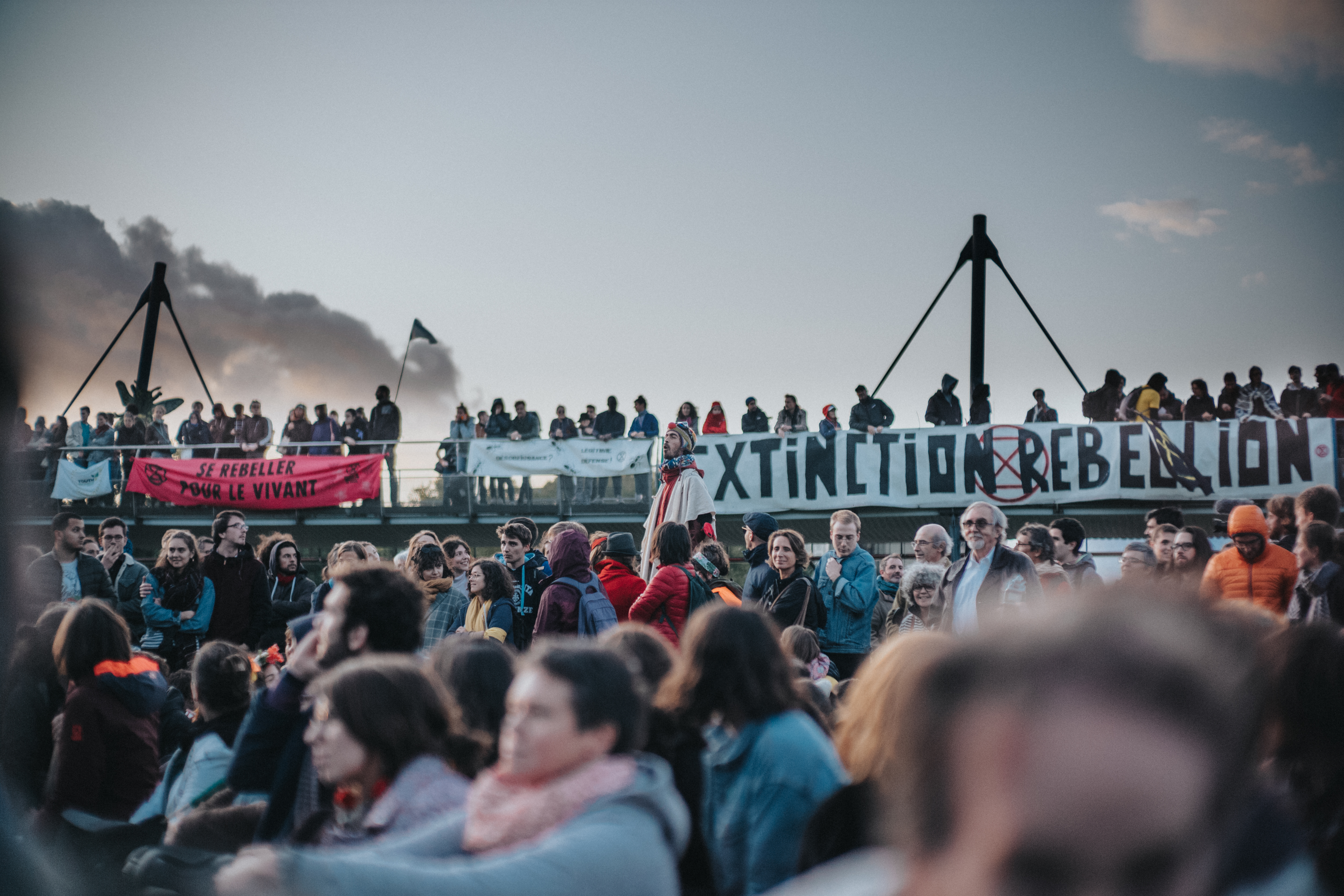
Cérémonie d'ouverture de la « Rébellion Internationale » d'octobre, à Paris (France).
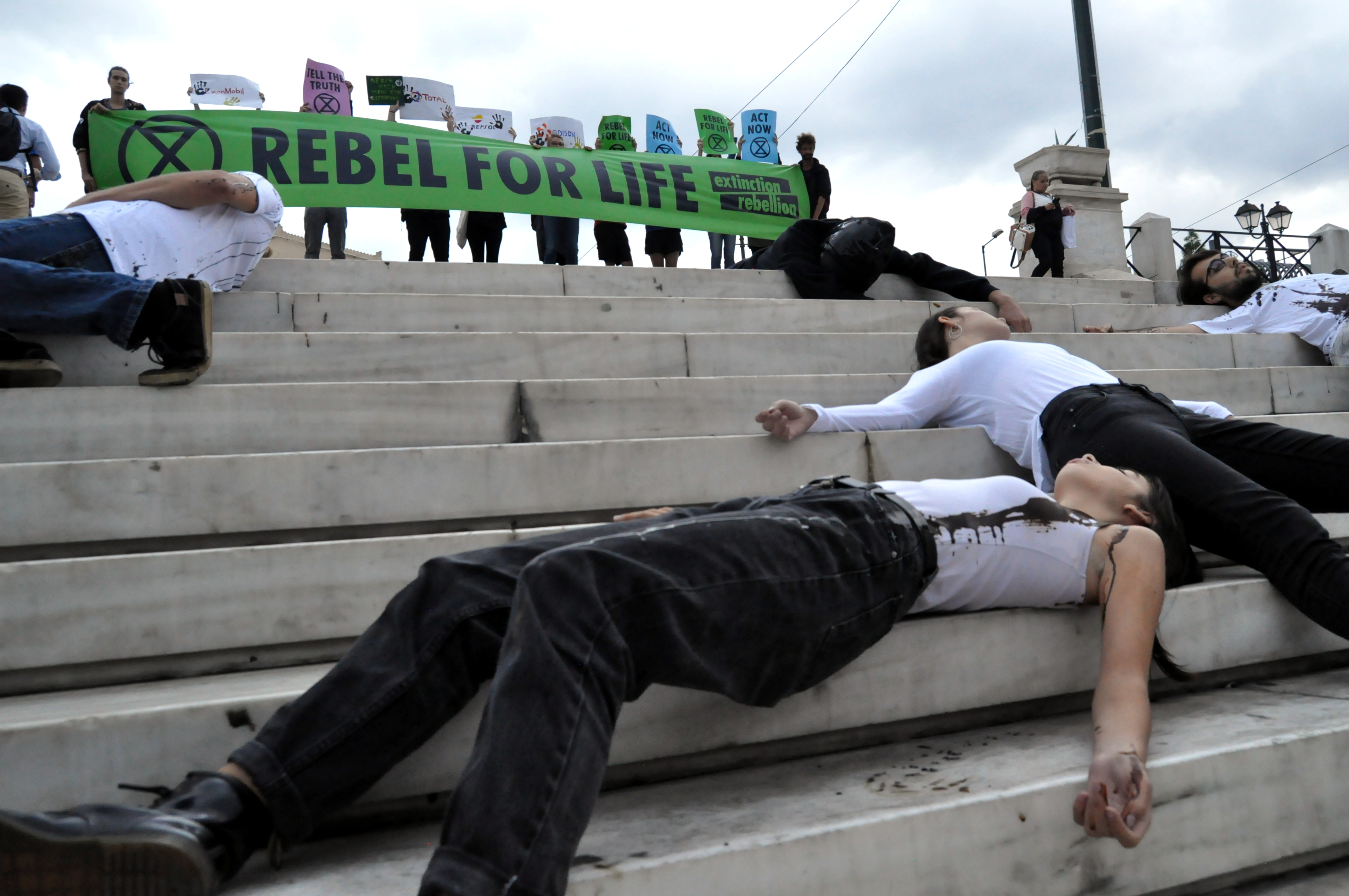
Manifestation à Athènes (Grèce)
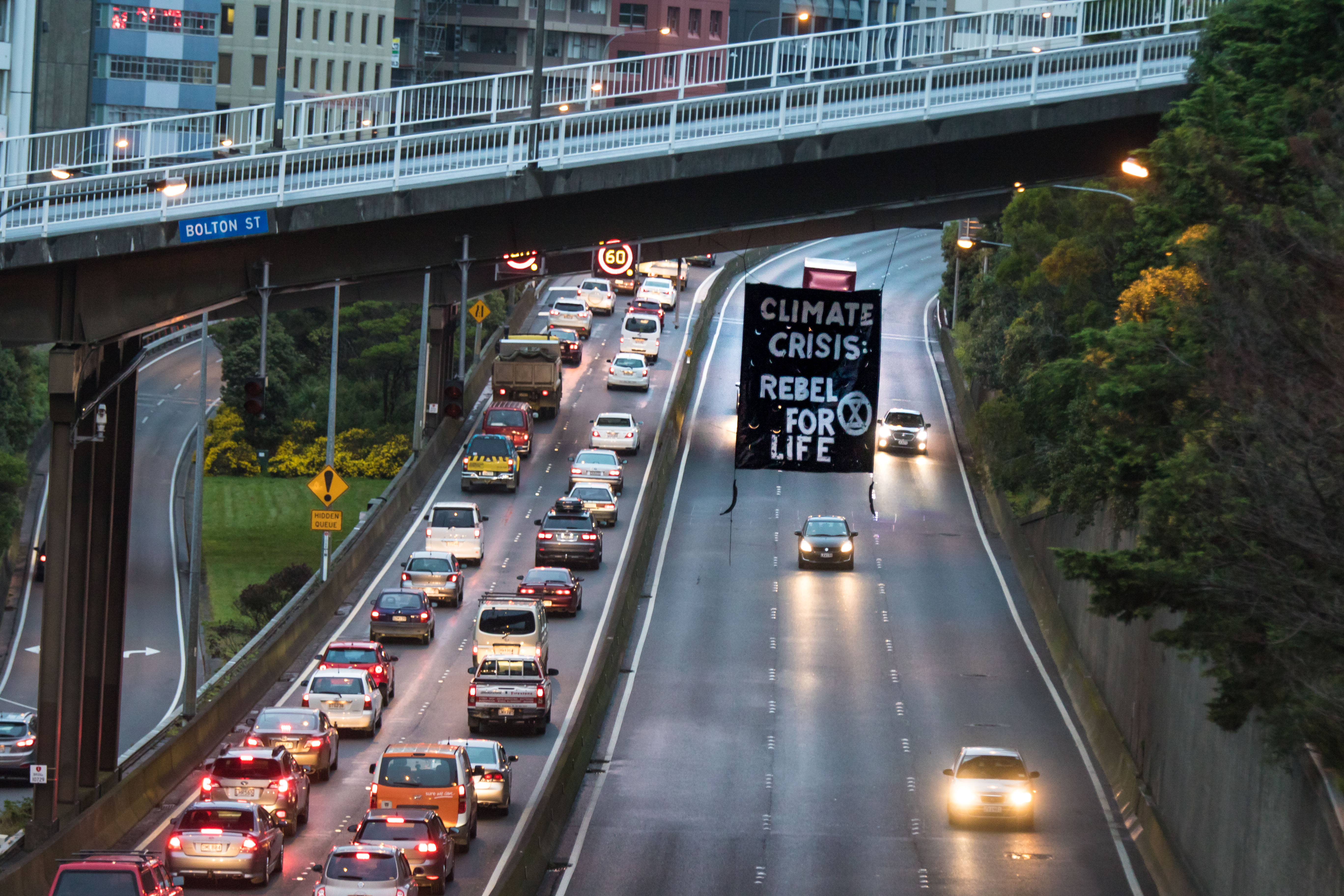
Banderole sous un pont de Wellington (Nouvelle-Zélande).
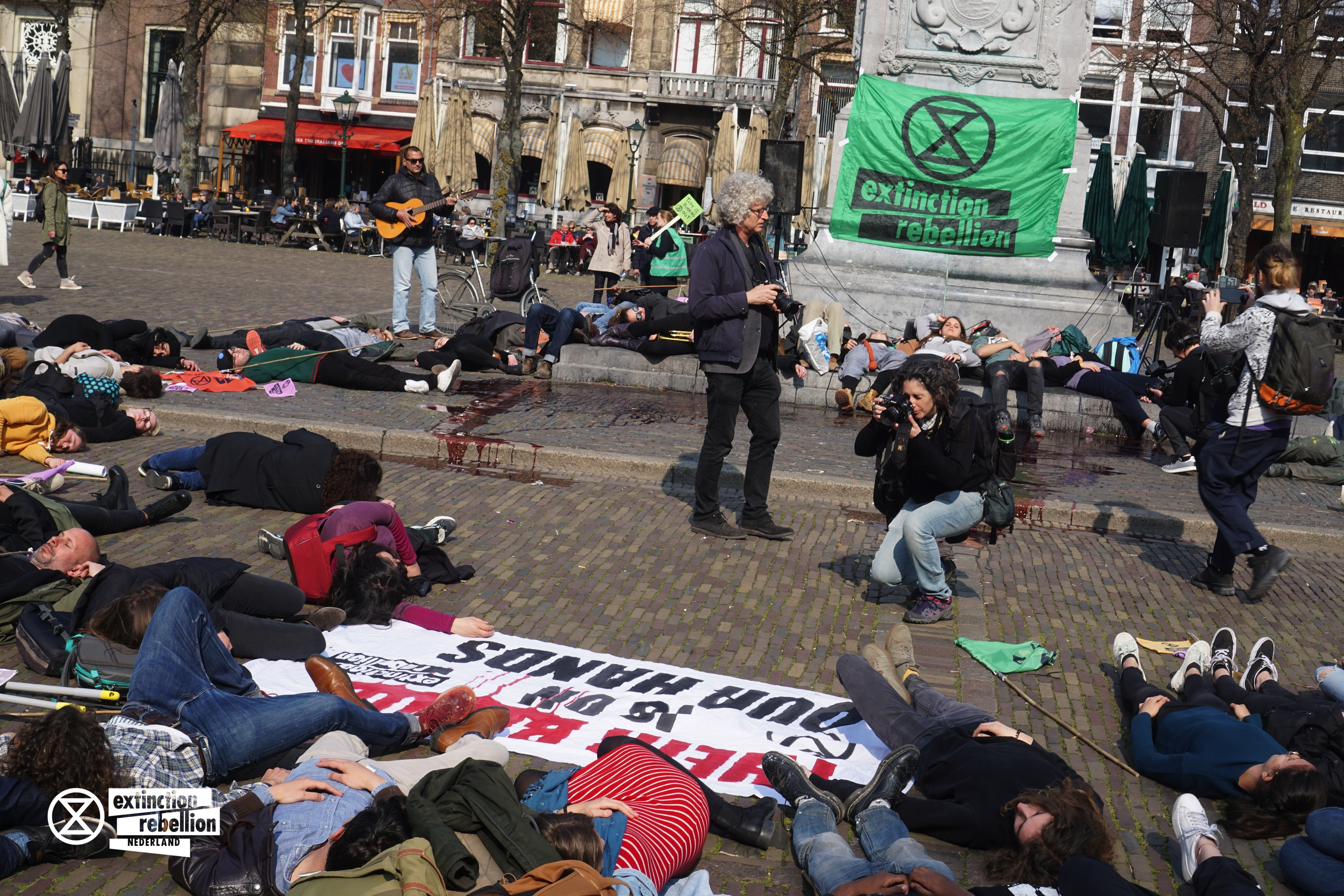
Die-in à La Haye (Pays-Bas).
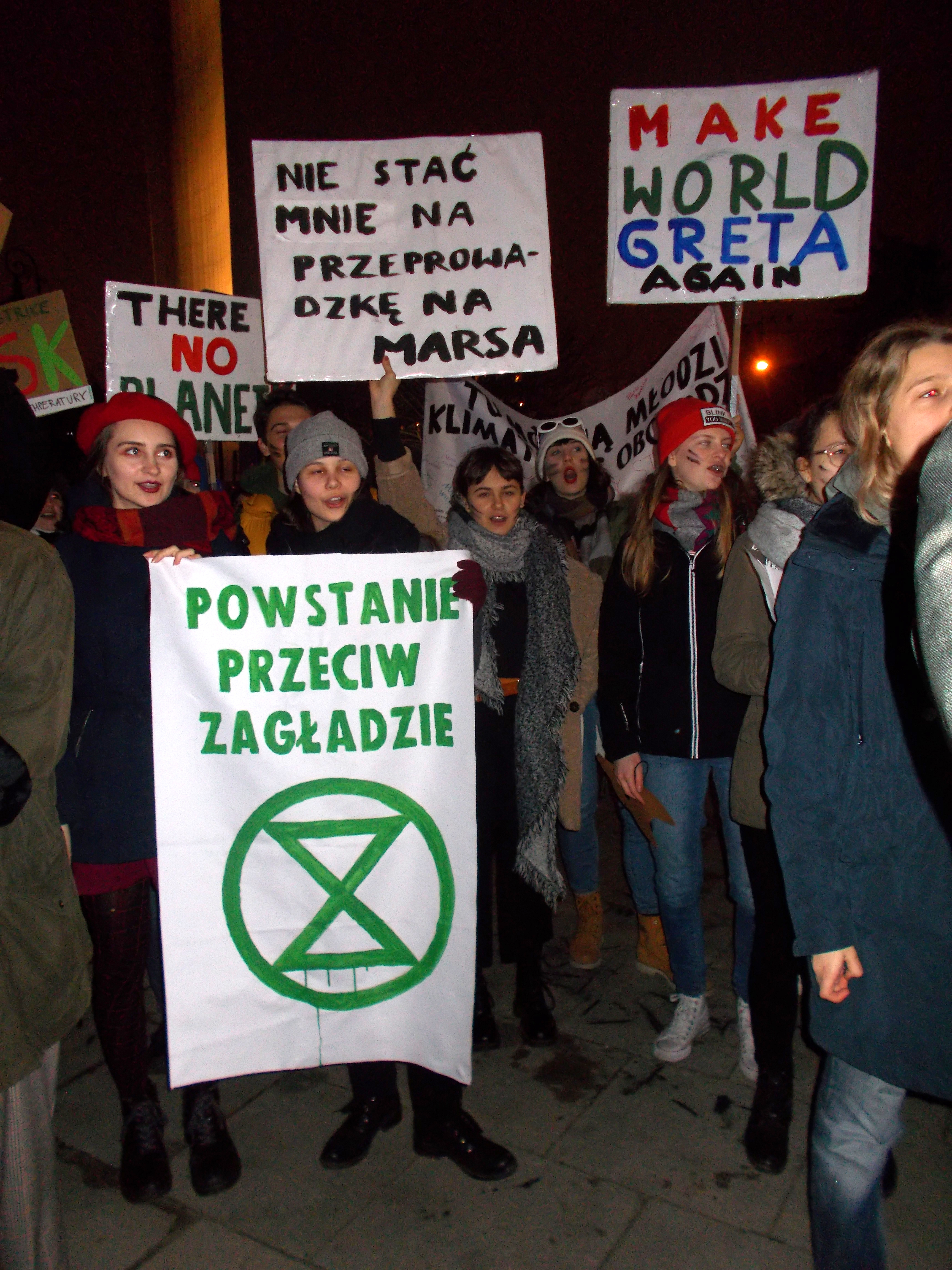
Manifestation à Varsovie (Pologne).
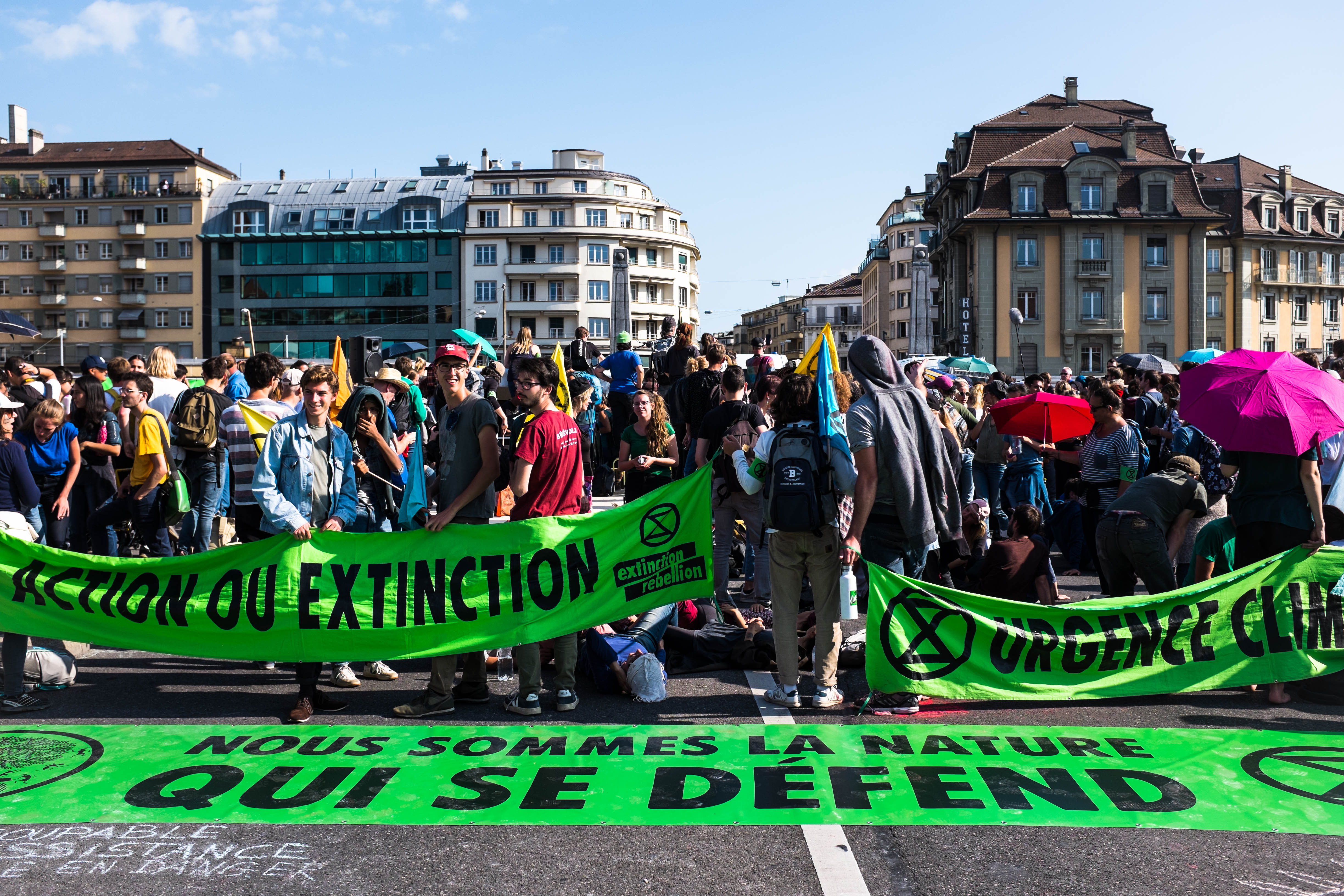
Blocage d'un pont à Lausanne (Suisse).
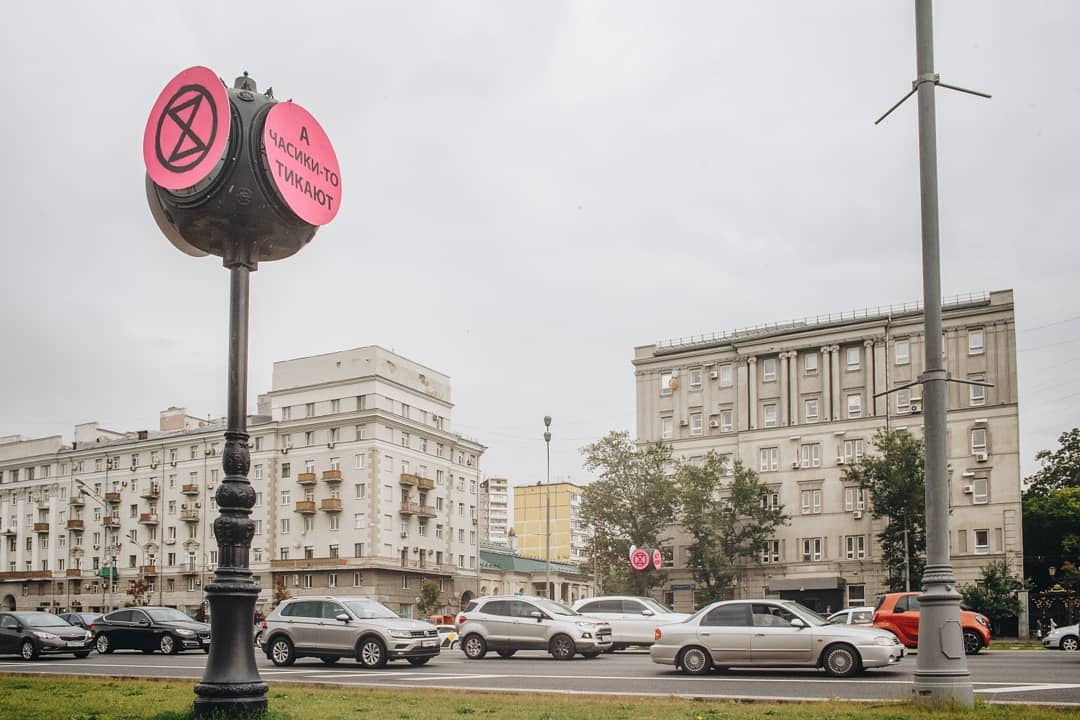
Panneau avec le logo XR dans une agglomération (Russie).

### 2020

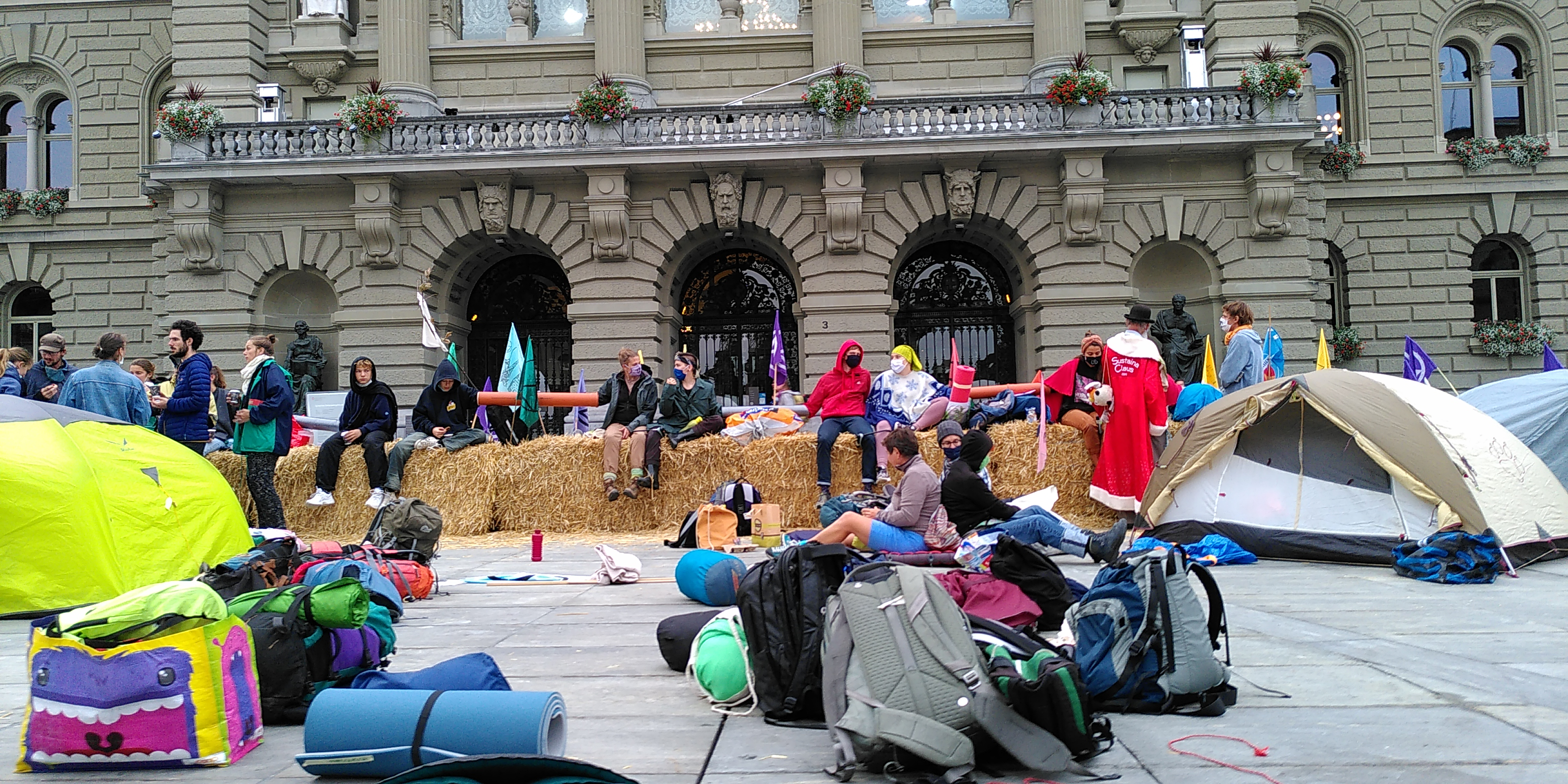
En Suisse, des militants pour le climat ont campé devant le Parlement la semaine où la révision de la loi sur le a été adoptée.

Le 5 septembre 2020, au Royaume-Uni, le mouvement bloque l'accès à plusieurs imprimeries appartenant à News Corp de Rupert Murdoch, ce qui perturbe la publication des journaux du groupe, comme The Sun et The Times, ainsi que d'autres journaux imprimés par celles-ci, comme The Daily Telegraph, The Daily Mail et le London Evening Standard. Dans une déclaration, Extinction Rebellion déclare que cette action a pour but d'exposer un manquement à rendre compte de l'urgence climatique de manière adéquate. Politiciens et journalistes condamnent l'action comme étant une « attaque contre l'ensemble de la presse libre ».
En Suisse, une semaine de mobilisation « Debout pour le changement » (Rise up for change) a été organisée en septembre 2020 à Berne, par Extinction Rebellion, le collectif Grève du climat, Collective Climate Justice, le collectif Break Free et Greenpeace. Plusieurs centaines de manifestants non violents ont occupé la place Fédérale dès le 21 septembre au matin, avant d'être évacués par la police deux jours plus tard. Plus de 2 000 personnes ont ensuite participé à une marche pour le climat 25 septembre. Le mouvement veut notamment la neutralité carbone en 2030.
Le 26 novembre 2020, des militants d'Extinction Rebellion mènent une action contre Amazon dans la métropole d'Amiens. Ils taguent une dizaine de bornes de retrait de colis et y collent des affiches, dénonçant la surconsommation et les atteintes à l'environnement, notamment par les émissions de CO2, du géant du commerce en ligne. Le 4 décembre 2020, des militants d'ANV-COP 21 rejoignent Extinction Rebellion devant les grilles de la préfecture du Loiret, appelant à l'arrêt de la « complicité d'État » et à une prise de conscience sur l'empreinte écologique et économique de l'entreprise américaine Amazon.

### 2021
Le 28 mars 2021, une douzaine de personnes se réclamant du mouvement ont ouvert des panneaux publicitaires à La Rochelle afin d'y scotcher des slogans dénonçant la publicité. Interpelés rapidement, ils ont ensuite été placé en garde à vue pendant environ 10 heures. Poursuivis en justice par le publiciste et la communauté d'agglomération pour « dégradation en réunion », leur avocat affirme que pour les services de police il n'y a pas eu de dégradation. Le procureur général a requis 400 euros contre chacune des personnes impliquées. En avril 2023, le tribunal correctionnel de La Rochelle a relaxé les 12 activistes du fait de l'absence de preuve matérielle. Tous ont justifié « cette action au nom de « la désobéissance civile » et de l’exercice de leur liberté d’expression ».
En mai 2021, deux cents professionnels de la santé du groupe « Doctors for Extinction Rebellion » inquiets des effets du dérèglement climatique sur la santé ont manifesté devant l'Organisation mondiale de la santé. Leur appel a été lu par Valérie D’Acremont et ils ont été reçus par le directeur général de l'OMS, Tedros Adhanom Ghebreyesus,,.

### 2022
Le vendredi 15 avril, des personnes appartenant au collectif ont bloqué quatre ponts à Londres.
Dans la matinée du samedi 16 avril 2022, dans le contexte de l'entre-deux-tours de l'élection présidentielle française, 1000 membres du mouvement ont commencé à bloquer le centre de Paris, sur environ 300 mètres, . Installés sur le boulevard Saint-Denis et celui de Bonne-Nouvelle, ils ont occupé l'espace pendant trois jours, afin de « remettre les enjeux climatiques au centre du débat de l'entre-deux-tours ». Il s'agit de la plus grande action de désobéissance civile menée en France par le mouvement qui l'a lui-même appelé « l'inévitable rébellion ». Une grande banderole avec l'inscription « Ce monde se meurt, construisons le prochain », y était déployée. Divers moyens ont été utilisés par les activistes pour éviter d'être délogés par la police : s'attacher à des blocs de béton, se suspendre à une structure en bois, l'installation d'une barricade de bottes de foin, des sit-in, etc. Afin d'améliorer les conditions de l'occupation, prévue pour durer trois jours,, les occupants ont installé des hamacs et toilettes. Si le blocage a duré jusqu'au lundi 18 avril au soir, la presse française constate que ces trois jours d'occupation se sont globalement déroulés dans le calme, avec une ambiance agréable. Cet événement plutôt festif aurait été « plutôt bien accueilli par les riverains » selon Le Parisien.
Au deuxième jour du week-end d'occupation, des dizaines de militants qui occupaient le centre de Paris ont bloqué les accès de deux enseignes de fast-food situés à proximité du blocage. De même, cette action s'est déroulée dans le calme et elle a amené les militants à échanger, au sujet de l'occupation en cours, avec des personnes venues manger.
Dans la matinée du vendredi 4 novembre, entre quarante et soixante militants ont bloqué l'entrée d'un dépôt d'hydrocarbures de l'entreprise TotalEnergies près de Dunkerque pendant environ deux heures. Vêtus de combinaisons blanches, les participants aux blocages formaient une chaine humaine à l'aide de tube de PVC avant d'être rapidement entouré par des forces de l'ordre. Ce barrage s'est terminé au bout de deux heures. L'objectif de l'action appelée « black out » était de dénoncer les activités « criminelles » de la multinationale, quelques jours avant l'ouverture de la COP 27 en Égypte. Peu après, toujours dans la matinée, quinze à trente militants se sont installés devant une banque accusée de « financer les énergies fossiles » (il s'agit du Crédit du Nord). Certains tenaient des banderoles tandis que d'autres étaient reliés, accrochés, à l'aide de tubes de PVC. Cependant, ils n'ont pu mener à bien leur entreprise (un blocage de la circulation était initialement prévu) car la police était présente avant l'installation complète des membres du mouvement,,,,,,,,.
Le samedi 12 novembre, après une marche pour le climat, des membres du collectif sont allés planter 17 arbres et arbustes de différentes essences (dont des framboisiers, châtaigniers, pommiers, hêtres, chênes, noisetiers) sur la pelouse du château de Caen. Dans les jours qui suivent, la mairie de Caen a annoncé avoir réalisé un inventaire des arbres plantés par le collectif tandis qu'une élue de la ville a déclaré que : « certaines essences plantées [...] ne sont pas viables » et qu'à l'exception des hêtres, les autres arbres et arbustes seront replantés ailleurs. Le samedi 17 décembre, le collectif installe des croix à l'emplacement des arbres qui ont été retirés par la mairie afin de protester contre ce retrait et l'absence d'un replantage des arbres retirés. Le collectif dénonce que « l’inventaire réalisé ne semble pas accessible » et que « le dialogue auprès de la mairie n’a pas été possible jusqu’à présent, malgré plusieurs demandes. » Des membres sont ensuite allés coller des affiches détournant l'image du maire de Caen, Joël Bruneau. Un montage le montre tenant une tronçonneuse avec autour les inscriptions : « Jojo la tronço » ; « Massacre à la tronçonneuse » ; « Le maire de Caen Joël Bruneau prend soin de vos arbres ».
Le dimanche 20 novembre, alors que commence la coupe du monde de football au Qatar, des militants du mouvement manifestent dans plusieurs villes comme Paris, Lyon et Nantes. Dans ces trois villes, un die-in est mis en place : les participants s'allongent sur le sol comme s'ils étaient morts. Ils manifestent alors pour le respect des droits humains au Qatar (Lyon), pour dénoncer les conditions de travail des migrants ayant participé à la construction des stades (Paris) ainsi que pour dénoncer l'aide financière de McDonald's pour cette coupe du monde (Nantes). À Lyon, la manifestation était organisée avec Amnesty International tandis qu'à Nantes elle était organisée uniquement par le mouvement Extinction Rebellion. À Paris, la manifestation était organisée par plusieurs collectifs (Bruit qui court, Fridays for Future France, Carton rouge pour le Qatar et On est prêt) dont certaines personnes sont également membres d'Extinction Rebellion.
Dans la nuit du 20 au 21 novembre, deux ponts ont été tagués près de Caen par des membres du mouvement. Ils y ont alors inscrit des messages concernant la pollution de l’air.
Le samedi 26 novembre, une vingtaine de personnes impliquées dans le mouvement ont bloqué une des deux entrées de l'Espace Jaurès (un centre commercial) à Brest,. Des personnes se sont d'abord attachées aux portes d'entrée puis deux autres ont grimpé le long de la façade du centre commercial : elles ont alors tagué « réduction sur les émissions ». Ces deux personnes ont ensuite été interpellées pour dégradation.
Le samedi 17 décembre, au moins 80 militants, du collectif « ont mené plusieurs actions coordonnées sur l’agglomération lyonnaise ». Organisés en groupes, certains ont pénétré sur un site de l'entreprise Arkema tandis que d'autres ont manifesté devant les bureaux fermés de la DREAL où ils ont alors effectué des tags sur un immeuble. Ces traces de peintures auraient provoqué l'effroi du maire du 6e arrondissement de Lyon, Pascal Blache, car cela constitue une dégradation d'un « immeuble patrimonial ». Les militants qui sont entrés dans les locaux d'Arkema, après avoir coupé le grillage, étaient revêtus de combinaisons blanches. « Ils ont déployé des banderoles sur lesquelles on pouvait lire « Eau contaminée, Arkema déverse ses déchets dans le Rhône » ou « Arkema producteur de polluants éternels depuis 1960 », selon des photos » que le collectif a envoyé à l'AFP,,. Ils ont également tagué l'entrée du site et sont entrés dans les bureaux du directeur des locaux. Par cette action, le collectif a souhaité dénoncer la pollution des eaux et des sols provoqués par les perfluorés (PFC) et polyfluoroalkylés (PFAS) également appelés polluants éternels. Le collectif a formulé plusieurs demandes : l'arrêt de production de polluants éternels, l'arrêt des rejets d'eau usagée dans le Rhône, la dépollution complète du site et de ses alentours aux frais d’Arkema, et le « dédommagement des victimes des pollutions d’Arkema »,,. En mai 2022, un journaliste de l'émission Envoyé Spécial avait fait analyser par un laboratoire néerlandais des prélèvements d'eau, de sol, d'air et de lait maternel recueillis à proximité du site lyonnais de production d'Arkama. Les résultats avaient révélé des taux de perfluorés supérieurs à différents seuils dont ceux fixés par l'EFSA. 20 militants ont été interpellés lors de cette journée. Durant les jours qui suivent, le gouvernement a diffusé un communiqué de presse dénonçant et condamnant ces actions auquel le collectif a réagi en dénonçant une « communication malhonnête de la part du gouvernement ». En réaction à cette action et dans « le prolongement [de son] communiqué de presse », le ministère de la Transition écologique et de la Cohésion des territoires annonce qu'un plan d’action pour encadrer l’usage des PFAS sera lancé en janvier 2023.

### 2023
Dans la nuit du jeudi 9 au vendredi 10 mars 2023, 8 militants ont tagué des arbres et planté des centaines de clous désinfectés sans tête dans des arbres susceptibles d'être abattus dans le cadre du projet de construction de l'A69 reliant Toulouse à Castres. L'objectif est alors de brouiller les traces des bûcherons et d'éviter la coupe des arbres cloutés. Toutefois, ils ont mis des affiches sur les arbres cloutés pour éviter tout accident. Les opérations de déboisements ont commencé quelques jours avant la réalisation de cette action.
Le samedi 11 mars, des membres du collectif ont « badigeonné de noir et tagué une agence bancaire de Chambéry », l'objectif de cette antenne locale est de dénoncer « le soutien de la banque à l’industrie pétrolière ». La police de Chambéry a ouvert une enquête pour retrouver les personnes ayant dégradé l'agence bancaire. Le même jour, une dizaine de militants s'est mobilisée à Concarneau dans l'objectif d'alerter sur l'extinction de la biodiversité. Le groupe avait organisé une réunion de lancement en février qui avait réuni une cinquantaine de personnes. Il s'agit du troisième groupe dans le Finistère après ceux de Brest et Quimper.
Fin mars 2023, pour célébrer les 10 ans de la relaxe des Déboulonneurs, Extinction Rebellion France organise une campagne Antipub nommée « Balance Ta Pub »,. Des dizaines d'actions ont eu lieu sur la période de cette campagne, 850 panneaux ont été ciblés ,,.
Jeudi 30 mars, des activistes d'Extinction Rebellion accompagnés de membre du collectif Justice Climatique ont manifesté à Angers pendant une réunion nationale de la FNSEA. Le ministre de l'agriculture a participé à cette réunion tandis que les militants ont déployé des banderoles dénonçant la politique agricole du syndicat et du gouvernement. Le collectif a visé dans un communiqué « l’absence de remise en question de son modèle agricole et ses prises de position en faveur de l’agro-industrie ».
Le samedi 8 avril, des personnes du mouvement ont célébré à Vannes le mariage de « Mme Publicité » et de « M. Pollution ». Leur objectif est alors de dénoncer l'omniprésence de la publicité et la société de consommation,.
Dans la matinée du dimanche 9 avril, des militants du groupe de Blois ainsi que des membres du collectif Scientist Rebellion ont bandé les yeux de trois statues situées à Blois. Des panneaux avec l'inscription « Tell the truth » (dire la vérité) ont été apposés autour du cou de ces trois statues. Selon un participant, l'objectif de l'action était d’alerter « sur la cécité de nos sociétés » et de protester « contre l’indifférence de nos dirigeants après le dernier rapport du Giec... » Les bandeaux et panneaux ont été retiré moins d'une heure après leur pose.
Le vendredi 14 avril, une quinzaine de personnes du mouvement sont pénétrés dans les locaux du siège de la FNSEA pour demander un « changement de modèle agricole ». Ils sont restés durant une dizaine de minutes dans les locaux pendant que d'autres restés dehors ont effectués des tag à proximité des locaux. Cette action a été effectuée peu après le changement de direction du syndicat agricole.
Le samedi 22 avril, des dizaines de milliers de manifestants ont défilé à l'appel du mouvement devant le Parlement britannique situé à Londres. Au début de l'année 2023, la branche britannique avait annoncé mettre fin à ses actions de désobéissance civile pour se consacrer à cette vaste manifestation (étendue sur quatre jours) qualifiée de « Big One ». Le but de cet événement qui a réuni 200 groupes, associations environnementales différentes à l'instigation d'Extinction Rebellion est de construire une large coalition. Dans le cadre de cet événement, le mouvement britannique a posé un ultimatum au gouvernement britannique pour qu'il s'engage à « ne plus autoriser de nouvelles exploitations d'énergies fossiles et créer des «assemblées citoyennes d'urgence» pour agir pour le climat. » Si cela n'est pas suivi par le gouvernement, alors le collectif reprendra les actions de désobéissance civile de manière intensive.
Le samedi 22 avril, des militants ont effectué un « die-in » à Lorient. Ils sont restés allongés quelques minutes dans le centre-ville afin de protester contre une société privée qui a récemment acquis deux jets privés basés dans la même ville. Ce « die-in » représente les morts asphyxiés par la pollution,.
En début de matinée du mercredi 10 mai, une quinzaine de personnes du collectif a projeté du liquide visqueux et de la peinture noire et collé des affiches sur les façades de quatre agences bancaires du centre-ville de Tours. Ces banques financent TotalEnergies ; le but de l'action était, selon les participants, d' « alerter sur la nécessité de ne plus ouvrir et financer de nouveaux sites et infrastructures liées à l’extraction de pétrole et de gaz ». Dès le milieu de la matinée, la peinture avait été effacée.
Dans la matinée du samedi 3 juin, une vingtaine de personnes dont des membres d'Extinction Rebellion et des Faucheurs volontaires ont peinturluré des bidons de désherbants dans des grandes surfaces du pays de Lorient. Cela avait pour but de rendre ces produits impropres à la vente, de sensibiliser et de dénoncer la vente de ces herbicides.
Dans la nuit du 28 au 29 juillet, des militants ont affiché des messages autour de la thématique de l'eau sur des panneaux publicitaires. L'objectif est de sensibiliser au gaspillage de l'eau et dénoncer les plus gros consommateurs d'eau. L'agro-industrie a été clairement ciblée comme principale responsable du gaspillage et de la pollution de l'eau.
Du mercredi 30 août au dimanche 3 septembre, le mouvement organise un « camp d'été à Saint-Xandre dans l'agglomération de La Rochelle pour préparer sa stratégie de l'année à venir autour de la thématique du "boire" et du "manger". »
Vendredi 1er septembre, des militants écologistes d'Extinction Rebellion et d'ANV-COP21 ont collé des affiches dénonçant l'implication de TotalEnergies dans le réchauffement climatique dans plusieurs villes de France comme Besançon, Bagnères et La Mongie,.
Dans la nuit du vendredi 1er au samedi 2 septembre, des membres du mouvement ont pénétré dans des silos à grain du port de La Rochelle où ils ont déployés des banderoles dénonçant l'accaparement de l'eau par l'agro-industrie. 9 personnes ont été arrêtées pour intrusion illicite sur un site car elles ont refusé de donner leur identité tandis qu'une dixième personne, qui a donné son nom aux forces de l'ordre, n'a pas été arrêté. Le 2 septembre, les militants ont renoncé à bloquer les automobilistes sur le pont de l'île de Ré, dans le but de leur distribuer des flyers, face à la présence policière (un hélicoptère et un drone sont alors déployés).
Après avoir reçu des appels de personnes se réclamant du mouvement, un comité des fêtes annule les baptêmes d'hélicoptère initialement prévu pour sa fête des oignons du 9 et 10 septembre 2023.
Le lundi 11 septembre, une vingtaine de militants écologistes issus de plusieurs collectifs dont Extinction Rebellion empêchent le début de travaux de terrassement « dans le cadre du projet de construction de 132 villas de luxe aux abords du golf de Fuveau ». Ces travaux menacent 20 hectares de forêt abritant 43 espèces protégées. À l'arrivée des gendarmes, les militants se sont accrochés aux engins de chantier à l'aide de tuyaux de PVC où deux personnes insèrent leur bras dedans. Deux semaines plus tôt, une centaine de personnes s'étaient déjà mobilisé, contre ces travaux, lors d'une chaîne humaine.
En décembre 2023, des membres d'Extinction Rebellion déversent un colorant vert non polluant, de la fluorescéine, dans plusieurs cours d'eau italiens. Sont notamment concernés le Grand Canal de Venise et le Naviglio Grande de Milan. Il s'agit d'une critique de la COP28, remise en question par le collectif écologiste.

### 2024
Le samedi 2 mars vers 14h30, environ 300 personnes voire près de 400, ou même plus de 400 personnes, selon les sources, se sont rassemblées devant une usine du groupe chimique Arkema au Sud de Lyon. La préfecture du Rhône a pour sa part comptabilisé 150 manifestants. Habillés de combinaisons blanches, des militants d’Extinction Rebellion et Youth for Climate ont coupé une partie du grillage pour s'introduire à l'intérieur du site avant de déployer deux banderoles pour dénoncer l'utilisation et le rejet de polluants éternels. « Devant l’usine, un groupe de militant·es a tenté de bloquer le portail d’accès des camions de livraison en érigeant un mur en parpaings. Plus loin, une joyeuse fanfare faisait chanter un groupe d’une centaine de personnes sous les regards agacés des forces de l’ordre, présentes en nombre. » Selon la préfecture de police du Rhône, les locaux ont été « dégradés » par des activistes et 8 personnes ont été interpellées,.
Le 24 mai 2024, à la suite d'une mobilisation auprès des actionnaires de TotalEnergies qui tenait son assemblée générale, afin de les sensibiliser sur l'urgence climatique et le rôle prépondérant de l'entreprise, le siège d'Amundi (premier actionnaire de TotalEnergies) dans le 15e arrondissement de Paris est ciblé par Extinction Rebellion, en présence de Sandrine Rousseau, Manon Aubry et Claire Nouvian,.
Le 27 juillet 2024 le mouvement avait prévu une action de désobéissance civile non-violente intitulée "Jeux interdits" pour protester contre "les saccages sociaux et environnementaux de Paris 2024". Cependant, avant même le début de l'action, les forces de l'ordre sont intervenues et plusieurs militants ont été interpellés. Face à cette intervention, Extinction Rebellion a décidé d'annuler son action prévue.

## Fonctionnement et financement

### Hiérarchie

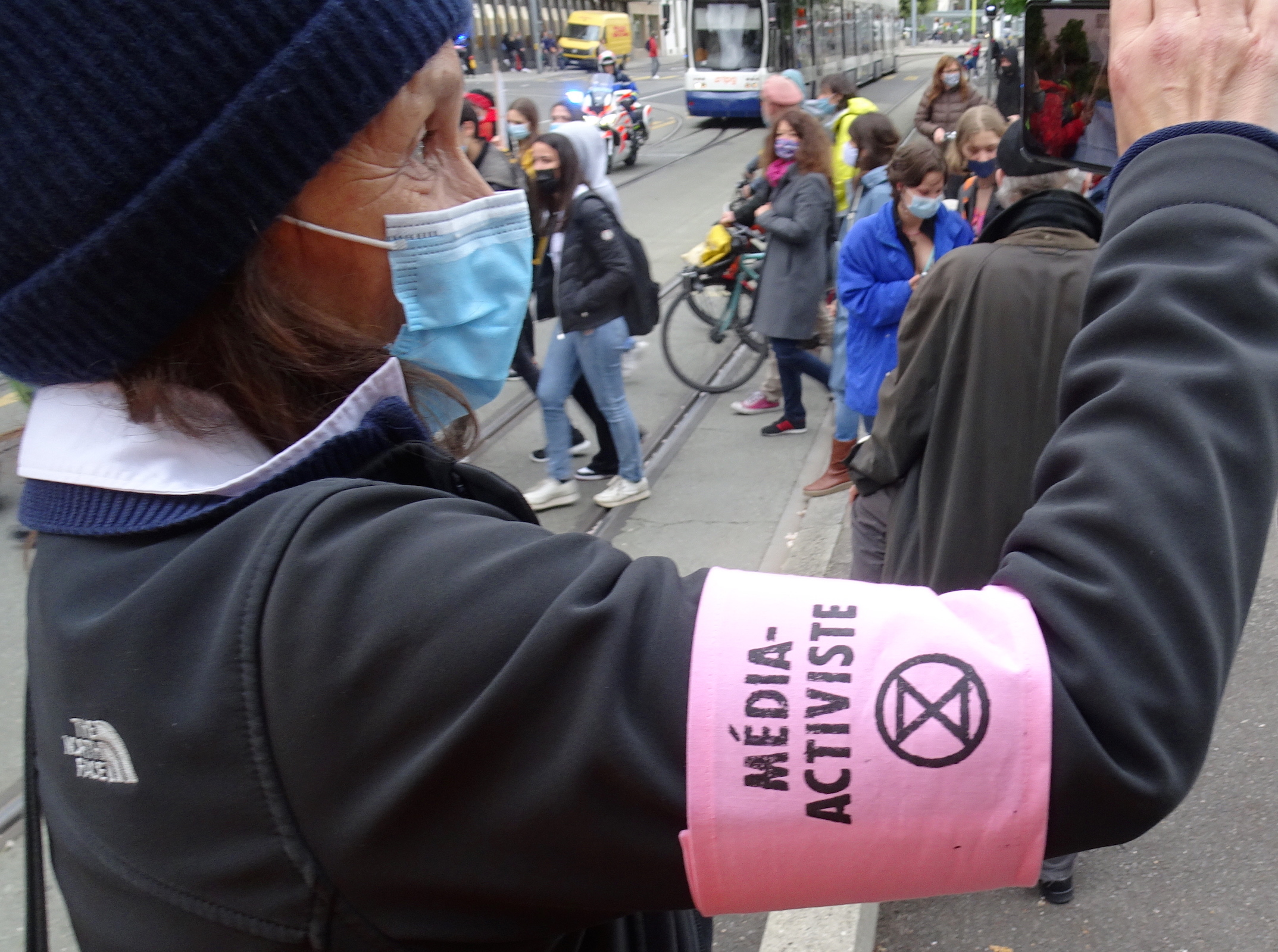
Une personne ayant le rôle de « média-activiste » lors d'une manifestation (Genève, 2020).

Malgré l'absence d'une structure centrale ou de porte-paroles ou leaders permanents, XR peut ponctuellement mettre en place une hiérarchie locale afin de préparer une action. Dans ce cas, la section locale du mouvement qui mène l'action suit le protocole décrit dans le Manuel pour permettre l'auto-organisation d'action de désobéissance civile non violente : le militant qui a l'idée de mener une action l'annonce un mois à l'avance et endosse le rôle de coordinateur. Il doit alors trouver rapidement d'autres militants prêts à l'accompagner dans l'action. Lorsqu'il en a suffisamment, ils se répartissent les rôles : le « contact police » est chargé d'entamer le dialogue avec les forces de l'ordre, les photographes ou vidéastes s'occupent des images, les médiateurs expliquent l'action aux passants et apaisent les potentielles tensions, l'observateur légal note les noms et les numéros de badge des policiers en cas de besoin et les « street medics » veillent aux soins. Un organigramme et les règles à suivre au cours de l'action sont alors édités. Puis les militants se retrouvent pour un briefing - qui sert notamment à mettre au point les éléments de langage à utiliser auprès des médias et sur les réseaux sociaux — et une répétition générale est menée si nécessaire.
Cette structure ne sert que le temps d'une action. XR évite soigneusement de se doter d'une hiérarchie trop longtemps. Le reste du temps, le mouvement fonctionne sur le principe très horizontal de l'holacratie. Les groupes locaux fonctionnent sur le principe de gouvernance partagée, et un coordinateur — ayant un rôle purement organisationnel et non décisionnaire — est nommé pour un mandat de quatre mois. La plupart des militants du mouvement (pas tous) évitent de donner leurs noms de famille lorsqu'ils s'adressent à la presse, voire donnent de faux prénoms ou utilisent un pseudonyme (souvent celui qu'ils utilisent sur le forum interne du mouvement) pour qu'ils ne puissent pas être considérés comme des figures médiatiques de XR contre leur gré, afin de garder l'horizontalité intacte.

### Organisation
XR France se coordonne grâce à un forum informatique interne, dénommé « la base », qui ne comporte pas d'administrateur. Le forum est divisé en plusieurs niveaux de confiance, qui donne accès à de plus en plus de contenu : 0, nouvel utilisateur ; 1, membre d'XR ; 2, activiste ; 3, organisateur. Le logiciel utilisé, Discourse, propose un niveau 4 « meneur » qui n'est pas implémenté sur « la base ». Cela a pu faire dire à certains que personne n'avait jamais atteint ce niveau mais il semblerait que ce soit simplement un choix de configuration de l'outil.
Les nouveaux « rebelles » — nom donné aux militants au sein du mouvement — apprennent les différentes techniques de la désobéissance civile non-violente lors de journées de formation organisées par des activistes plus anciens. Ces journées permettent entre autres de cerner ce qu'est la non-violence grâce à des débats mouvants, mais aussi d'en apprendre plus sur les risques juridiques, sur l'attitude à avoir en garde à vue, et sur les multiples techniques de blocage lors de simulations d'actions.

### Financement

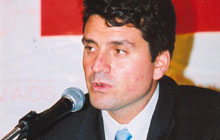
L'homme d'affaires américain Trevor Neilson est un des financeurs d'Extinction Rebellion par l'intermédiaire du Climate Emergency Fund (CEF).

Le mouvement bénéficie de dons du Climate Emergency Fund (CEF), un fonds créé pour soutenir financièrement les actions de mouvements radicaux tels que XR, pour un montant de 350 000 dollars. Lancé début juillet 2019, il est dirigé par Trevor Neilson (en), investisseur milliardaire, Rory Kennedy, fille de l'ancien sénateur Robert Kennedy et Aileen Getty, une des héritières de l'empire pétrolier américain Getty Oil fondé par son grand père,,. Extinction Rebellion a aussi reçu un don d'environ 344 000 € du groupe de rock britannique Radiohead.
Du mois d'octobre 2018 à septembre 2019, le mouvement a récolté un million d'euros auprès de diverses organisations et 222 000 € auprès de particuliers. Ses ressources financières sont complétées, à hauteur de 54 %, par un financement participatif de 1,4 million d'euros.
Contrairement aux autres antennes internationales du mouvement, notamment britanniques et américaines, la branche française du mouvement a choisi de ne pas bénéficier de ce fonds, pour des raisons éthiques. Le mouvement français a tout de même pratiqué quelques cagnottes qui, selon une source journalistique, semblent avoir rapporté un montant de l'ordre de 46 000 €.

## Coopération avec les autorités
Ce mouvement est présenté comme un courant essentiellement contestataire. Cependant, à l'échelle locale, certains membres peuvent décider de coopérer avec les autorités pour mener à bien des projets écologiques à l'instar de Philippe Deforges, un militant XR du Mans qui travaille sur un rapport d'étude sur les bus à hydrogène à rendre au maire Stéphane Le Foll.

## Perception du mouvement

### Soutiens
Le 9 octobre 2019, la maire de Paris, Anne Hidalgo, apporte son soutien au mouvement malgré le blocage de la circulation automobile au centre de Paris. L'édile déclare sur BFM TV : « je soutiens toutes les actions pacifiques. Sur la place du Châtelet, l’action est totalement pacifique. Par ailleurs, le théâtre du Châtelet poursuit son activité sans aucun problème », en ajoutant : « Je soutiens ces actions dès lors qu’elles sont non-violentes […]. »
L'acteur britannique Benedict Cumberbatch, profitant d'un tournage à Londres pour un film, s'est porté à la rencontre des activistes d’Extinction Rebellion au cours d'une manifestation se déroulant dans cette ville, le 10 octobre 2019, afin de les informer de son soutien à leur action. Les acteurs Stephen Fry, Olivia Colman et le comique Asim Chaudhry ont également apporté leur soutien en posant avec des badges marqués du logo de XR.
Le fondateur et parolier du groupe de rock américain R.E.M., Michael Stipe crée une chanson (dénommée Your Capricious Soul) qu'il interprète en solo, en soutien au mouvement écologiste Extinction Rebellion, l'argent ainsi récolté étant reversé au mouvement.
En Suisse, après des lettres ouvertes similaires en Angleterre,, en Australie et dans d'autres pays (voir ci-dessus)[Quoi ?], des dizaines de scientifiques et autres personnalités signent un appel soutenant le mouvement Extinction Rebellion et ses revendications (parmi les premiers signataires se trouvent des professeurs, dont le prix Nobel de chimie Jacques Dubochet, le philosophe Dominique Bourg, l’épidémiologiste Valérie D’Acremont),,.

### Critiques
Certains autres spécialistes exerçant dans le domaine du climat critiquent le mouvement Extinction Rebellion pour avoir formulé des revendications jugées irréalistes. La cellule de renseignement sur l'énergie et le climat, qui appuie ses actions et ses revendications énergiques, a déclaré que le calendrier préconisé par Extinction Rebellion était « une ambition qui n'a aucune chance de se réaliser sur les plans technique, économique et politique ». Ils ont calculé que pour atteindre le zéro net d'ici 2025, il faudrait supprimer les vols aériens ainsi que 38 millions de voitures (essence et diesel) des routes. En outre, il faudrait déconnecter 26 millions de chaudières à gaz en six ans.
Selon la sociologue Jutta Ditfurth, une des cofondatrices du parti écologiste Die Grünen, le principal parti écologiste allemand, le mouvement est une « secte ésotérique croyant en l'extinction précoce de l'humanité et recommandant le sacrifice de soi. » Celle-ci ne le considère pas comme un mouvement écologiste au sens classique.
En octobre 2019, à la suite de l'occupation d'un centre commercial parisien par quelques centaines de militants d'Extinction Rebellion, Ségolène Royal, ambassadrice chargée de la négociation internationale pour les pôles arctique et antarctique et ancienne ministre de l'Environnement, appelle à la répression rapide d'un mouvement qu'elle juge violent. Commentant également cette action, le journaliste Daniel Schneidermann pointe le désintérêt des médias français pour les actions non-violentes et pour la question de la décroissance.
Pour Le Figaro, le mouvement opte pour des actions choquantes mais non violentes, telles que des activistes qui se jettent dans le canal au passage du roi des Pays-Bas, qui s'enchaînent aux grilles de la Chancellerie allemande ou qui déversent du faux sang sur les marches du Trocadéro.
En octobre 2019, de hauts responsables politiques australiens demandent la réduction des prestations sociales perçues par les manifestants, et Peter Dutton, le ministre de l'Intérieur lance un appel à la délation en déclarant que « les gens devraient prendre les noms et des photos de ces personnes et les distribuer aussi loin et aussi largement que possible afin de leur faire honte. »
Daniel Boy, directeur de recherche émérite au centre de recherches politiques de Sciences Po (CEVIPOF), considère dans une tribune publiée sur le site du journal Le Monde que « La radicalité absolue d’Extinction Rebellion conduit le mouvement à l’impuissance » en argumentant notamment sur le fait que l'extrémisme de ce mouvement ne permet pas d'ouvrir la voie à une véritable négociation politique.
Hervé Kempf, journaliste et créateur du site français d'actualité écologique Reporterre, considère que le mouvement Extinction Rebellion bénéficie « d’une tolérance qui témoigne qu’il ne remet fondamentalement en cause aucun intérêt véritable », tout en appuyant son argument sur le célèbre vers de Pierre Corneille « À vaincre sans péril, on triomphe sans gloire ». Hervé Kempf ajoute également que les militants de ce mouvement semblent ignorer les autres luttes, comme celles qui dénoncent les violences policières ou les inégalités dans notre société, « qui sont pourtant au cœur du rapport brutal qui se joue dans la destruction du monde. » Selon ce journaliste, c’est ce que lui ont rappelé « bien amicalement » plusieurs autres collectifs contestataires.
Dans le métro de Londres, un militant du mouvement a violemment été pris à partie par des voyageurs, le 17 octobre 2019, alors qu'il tentait de procéder au blocage de ce réseau de transport urbain en grimpant sur le toit d'une voiture d'une des rames de ce métro. Le chef adjoint de la police des Transports de Londres a ensuite exprimé sa « déception » à l’annonce de ces actions dans le métro, soulignant dans un communiqué mercredi soir que « le métro et le train sont parmi les moyens de transport les plus écologiques à Londres. ».
En septembre 2020, une porte-parole de Extinction Rebellion UK, Zion Lights, quitte le mouvement car, selon elle, elle avait « été dupée dans le sentiment anti-science » et « a expliqué avoir été « dupée » par les militants anti-nucléaires ». Elle est dorénavant militante en faveur de l'énergie nucléaire dans l'association Environmental Progress,,.
En 2020, lors la Rébellion Internationale d'Octobre, Libération estime que le mouvement se confronte à un « plafond de verre » et qu'il peine à évoluer.

### Polémiques

#### Propos sur la Shoah
Lors d'un entretien accordé à l'hebdomadaire allemand Die Zeit et paru le 21 novembre 2019, Roger Hallam, un des cofondateurs du mouvement, déclare que la Shoah n'était « qu'une merde de plus dans l'histoire de l'humanité » et critique l'attitude qu'il considère comme « paralysante » des Allemands à ce sujet. L'entretien a suscité la colère en Allemagne, des responsables politiques allemands l'accusant de minimiser l'importance du génocide juif,. Cette phrase survenait après avoir listé d'autres génocides de l'histoire, comme celui commis par les Belges au Congo, et pour souligner que l’engagement pris au sortir de la guerre pour que « plus jamais » cela ne se produise imposait d’agir pour éviter d'autres génocides résultant de la catastrophe climatique et écologique en cours,.
Ces propos ont suscité une réaction de la part de la branche allemande d'Extinction Rebellion, qui a déclaré se désolidariser du cofondateur du mouvement,. Cette controverse fait suite à un précédent entretien polémique avec ce même hebdomadaire et publié deux mois auparavant durant lequel Hallam affirmait que « contrairement aux mouvements de gauche classiques, nous n'excluons personne. Même ceux qui pensent un peu de manière sexiste ou raciste peuvent nous rejoindre ». Dans un communiqué publié dans sa page Facebook du même jour, l'activiste s'est excusé pour ses propos sur la Shoah, ajoutant que son intention était « à l'exact opposé d'une minimisation de la Shoah ».

#### Accusations visant la police française
En 2020, un membre d'Extinction Rébellion accuse la police française d'agression sexuelle et d'injures à caractère homophobe, faits qui auraient été commis alors qu'il se rendait à une action qualifiée de « non-violente » par ses participants, le 19 septembre 2020. Le Parquet de Paris a saisi le 2 octobre l'IGPN et le membre d'Extinction Rébellion a déposé plainte le 5 octobre pour « viol, violences volontaires, et injures à caractère homophobe par personne dépositaire de l'autorité publique »,. À ce jour, seul un témoin présent sur les lieux de l'agression avait accepté de s'exprimer auprès de CheckNews pour Libération, précisant qu'il n'avait pu voir que « le premier coup de matraque ».

#### Action dans la rivière de la Lauch
En septembre 2023, dans la ville française de Colmar, une action consistant à déverser de la fluorescéine, un colorant vert, dans la Lauch, avec l'intention de dénoncer le stockage de déchets toxiques, provoque une polémique. Le maire de la ville accuse le groupe d'avoir provoqué la mort de poissons et annonce dans un communiqué que « l’auteur des faits a été identifié par les Brigades Vertes » et que la ville poursuit « la procédure contre cet individu »,. Cependant, la fluorescéine, régulièrement utilisée pour tracer et marquer les cours d'eau, est décrite par Extinction Rebellion comme un produit « inoffensif ». Son absence de toxicité est confirmée par des spécialistes et autorités locales ; de plus des poissons sont retrouvés morts plusieurs jours avant l'action du groupe, et également en amont des zones colorées, ce qui permet à Libération de conclure qu' « il est extrêmement improbable que le colorant soit à l’origine de la mort de ces poissons ». Les prélèvements réalisés par le bureau régional de l'Office français de la Biodiversité dans les eaux de la Lauch confirment également que la mort des poissons n'est pas liée à l'action des militants écologistes.